# كاتدرائية

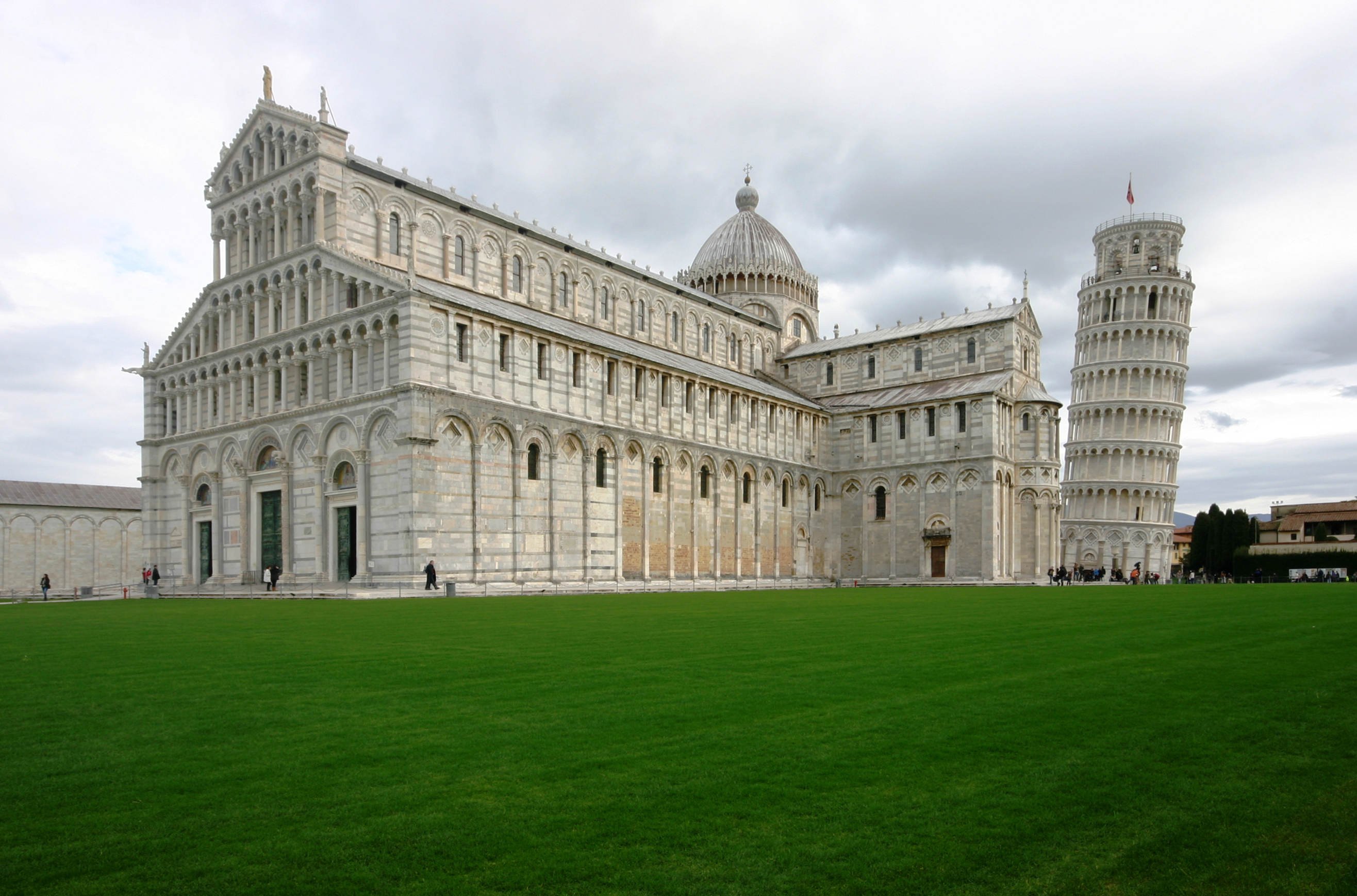
الكاتدرائية الكاثوليكية الرومانية بمدينة بيزا.

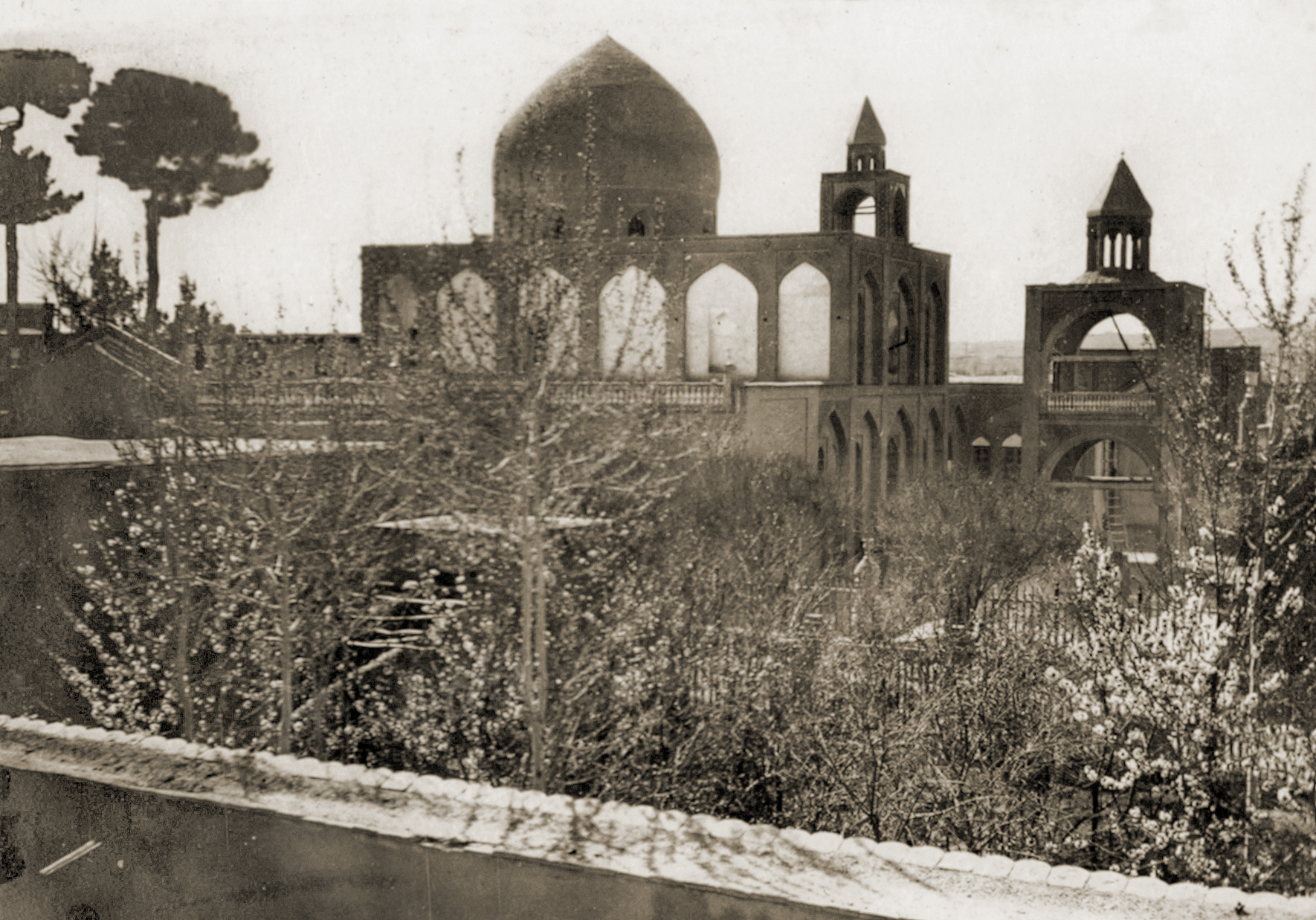
كاتدرائية الأرمن في أصفهان

كاتدرائية بيتربرة في إنجلترا

الكاتدرائية أو الكَتِدرائِيَّة هي كنيسة مسيحية تستخدم مقرًا لمطران الأبرشية. المصطلح مستخدم في الكنيسة الكاثوليكية والكنيسة الأنجليكية وبعض الكنائس اللوثرية.

المصطلح غير مستخدم في الكنيسة الأرثوذكسية الشرقية، حيث إن كنيسة المطران تسمى بـ «الكنيسة العظمى» ولكن لطالما استخدم مصطلح كاتدرائية في الترجمة إلى اللغة الإنجليزية. بالتالي العامل بوصفه الكنيسة المركزية ل أبرشية، مؤتمر، أو الأسقفية. عادة ما تكون الكنائس التي تقوم بوظيفة «الكاتدرائية» خاصة بتلك الطوائف المسيحية ذات التسلسل الهرمي الأسقفي، مثل الكاثوليكية، والأرثوذكسية الشرقية، والإنجليكانية، وبعض الكنائس اللوثرية.  ظهرت مباني الكنيسة التي تجسد وظائف الكاتدرائية لأول مرة في إيطاليا والغال وإسبانيا وشمال إفريقيا في القرن الرابع، لكن الكاتدرائيات لم تصبح عالمية داخل الكنيسة الكاثوليكية الغربية حتى القرن الثاني عشر، وفي ذلك الوقت طوروا أشكالًا معمارية، الهياكل المؤسسية، والهويات القانونية المتميزة عن الكنائس الرعوية، والكنائس الرهبانية، والمساكن الأسقفية.

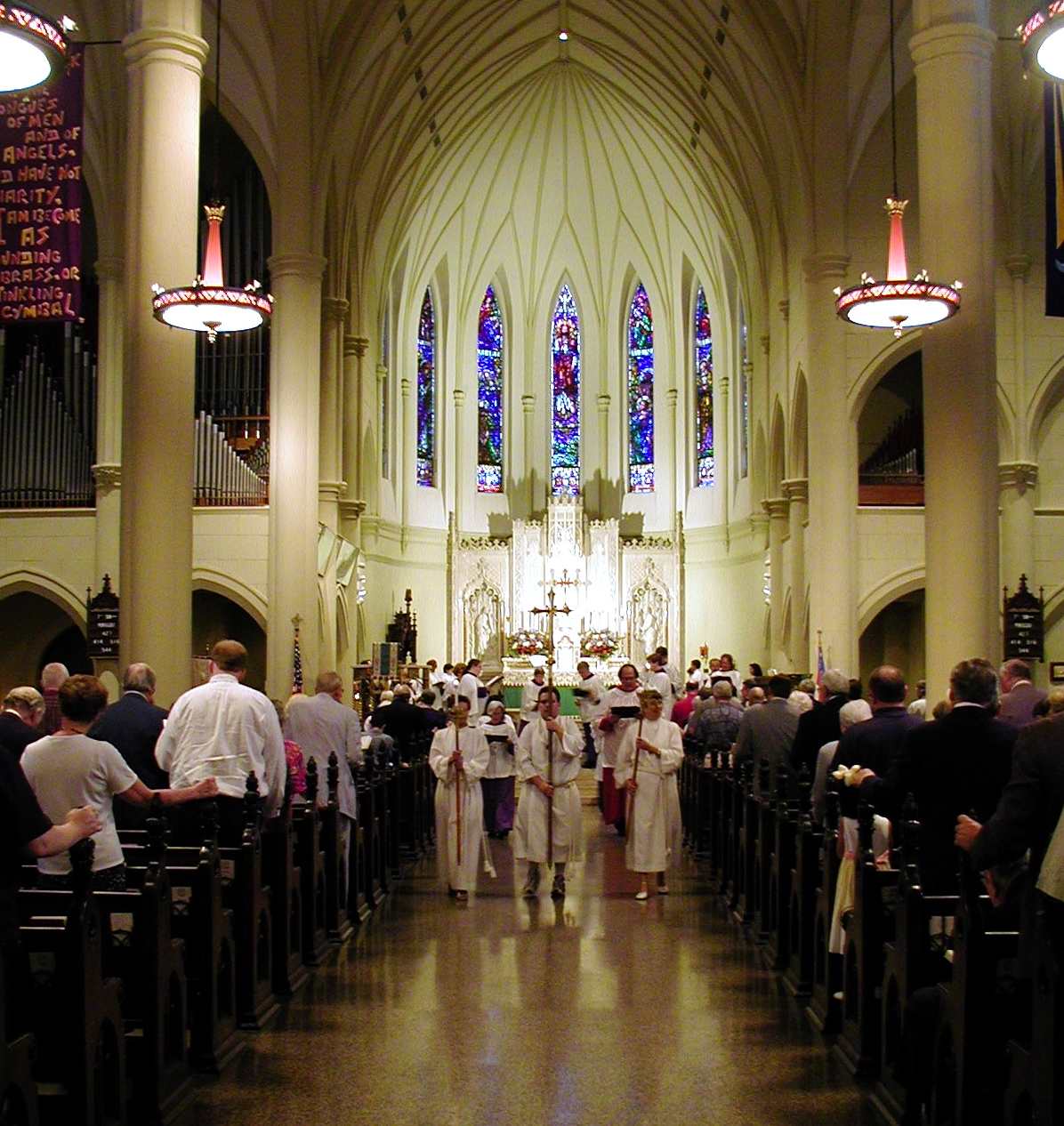
داخل كاتدرائية القديسة ماري الأسقفية، ممفيس، تينيسي مع موكب.

بعد الإصلاح البروتستانتي، والكنيسة المسيحية في عدة أجزاء من أوروبا الغربية، مثل اسكتلندا، وهولندا، وبعض الكانتونات السويسرية وأجزاء من ألمانيا، اعتمدت المشيخي دولة أن تلغي الأساقفة تماما. حيث لا تزال مباني الكاتدرائية القديمة في هذه الأراضي مستخدمة للعبادة الجماعية، فإنها تحتفظ عمومًا بلقب «الكاتدرائية» وكرامتها، وتحافظ على وظائف الكاتدرائية المتميزة وتطورها، ولكنها خالية من التفوق الهرمي. منذ القرن السادس عشر وما بعده، وخاصة منذ القرن التاسع عشر، نفذت الكنائس التي نشأت في أوروبا الغربية برامج نشطة من النشاط التبشيري، مما أدى إلى تأسيس أعداد كبيرة من الأبرشيات الجديدة مع مؤسسات الكاتدرائية ذات الأشكال المختلفة في آسيا، وإفريقيا، وأستراليا، أوقيانوسيا والأمريكتان. بالإضافة إلى ذلك، شكلت كل من الكنيسة الكاثوليكية والكنائس الأرثوذكسية أبرشيات جديدة داخل الأراضي البروتستانتية السابقة للمتحولين والمهاجرين أتباع الديانات. وبالتالي، ليس من غير المألوف أن تجد مسيحيين في مدينة واحدة تخدمها ثلاث كاتدرائيات أو أكثر من مختلف الطوائف.

## أصل الكلمة
كلمة كاتدرائية مشتقة من الاسم اليوناني καθέδρα (كاثيذرا) والذي يترجم إلى «كرسي» ويشير في العهد الروماني إلى مبنى احتفالات كبير أو معرض للبضائع. ثم في العهد المسيحي أصبحت كلمة كتدرائية اسمًا يُكَرِّم بها البابا الكاثوليكي كنيسة ويرفع من شأنها بحيث تكون مكرمة من بين الكنائس المنتشرة في منطقة ما. يوج منها الكتدرائيات العظيمة منه أربعة في إيطاليا، من ضمنها كتدرائيتين في روما. كلمة كاتدرائية مشتقة، ربما عن طريق cathédrale الفرنسية، من اللاتينية ecclesia cathedralis ومن cathedra اللاتينية («مقعد»).
يوجد في العالم العربي عدة كتدرائيات من ضمنها كاتدرائية عنابة بالجزائر، وكتدرائية في مصر الجديدة بالقاهرة. رئيس مثل تلك الكتدرائية يسمى مطران.

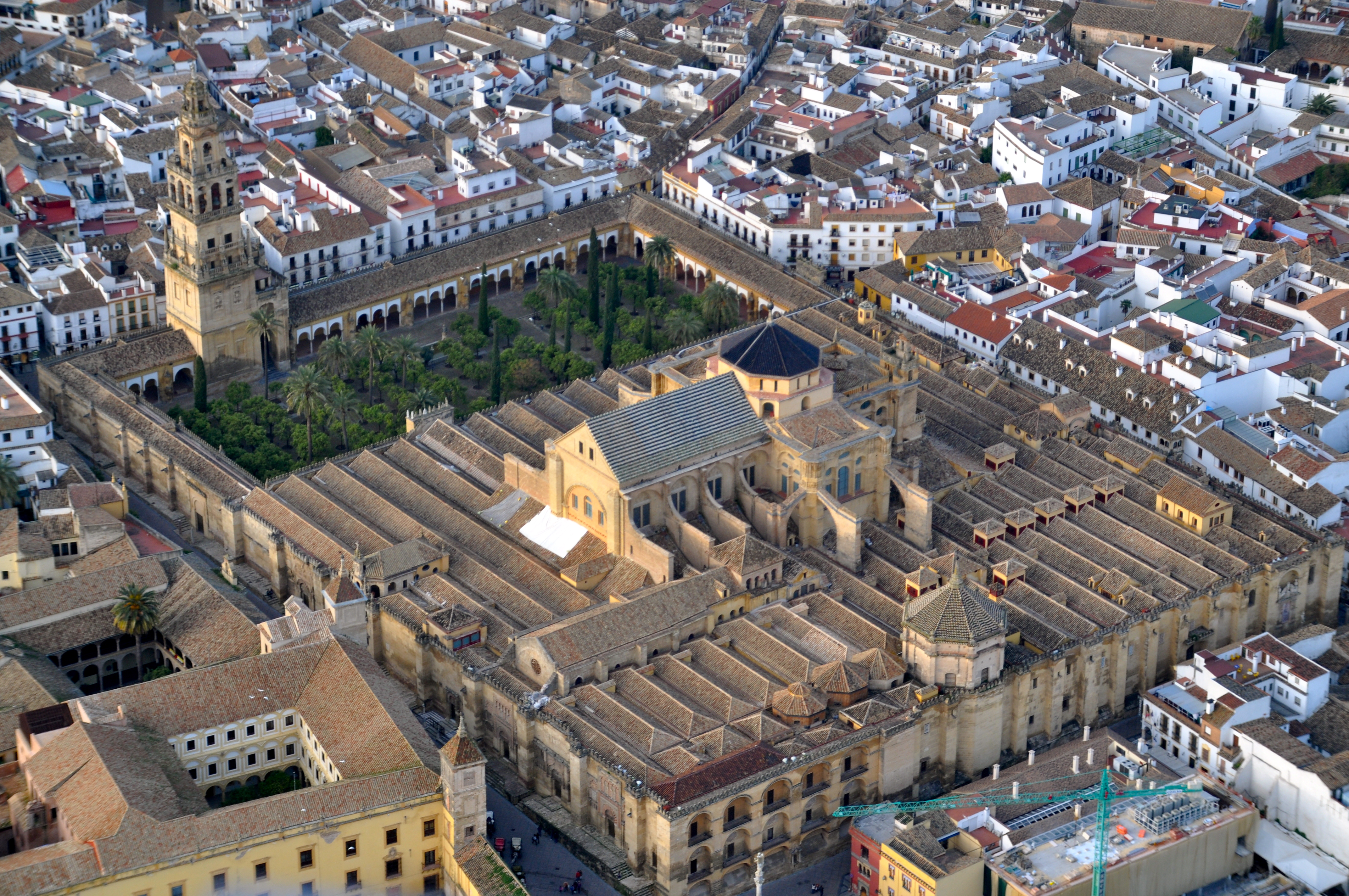
كاتدرائية - جامع قرطبة، صورة من الجو.

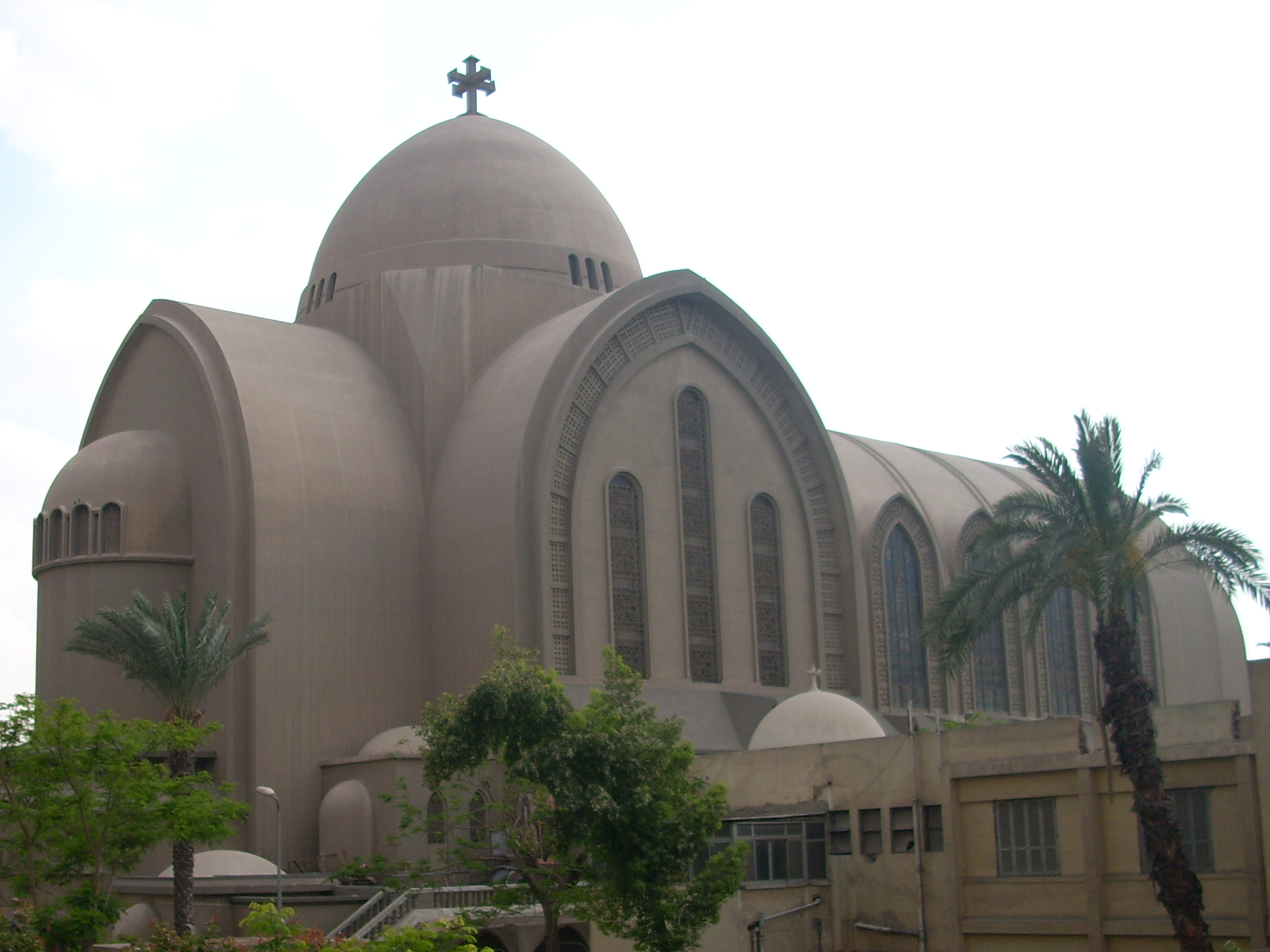
كاتدرائية القديس مرقس القبطية الأرثوذكسية.

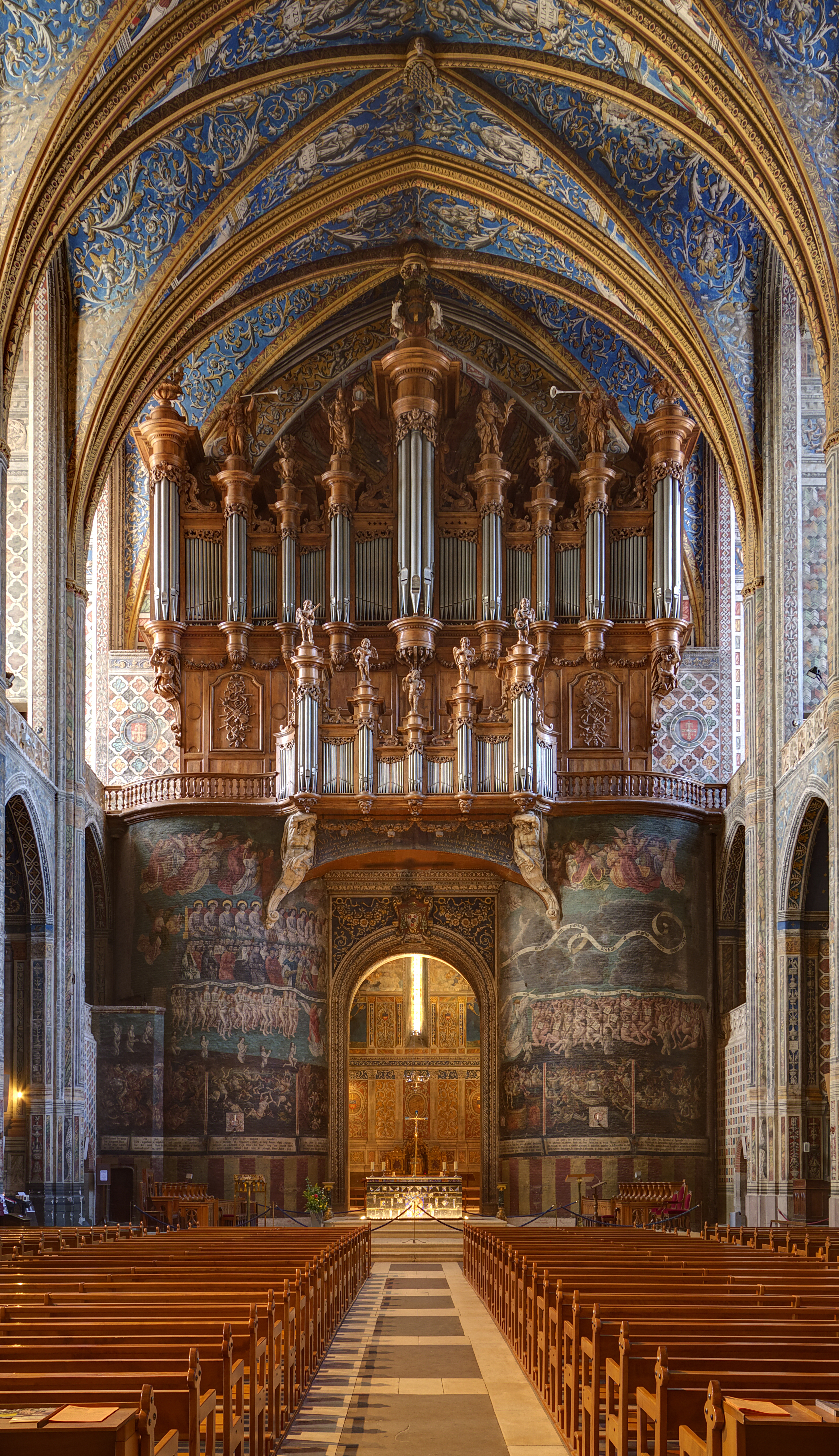
صحن وأعضاء كاتدرائية سانت سيسيل دالبي في جنوب فرنسا

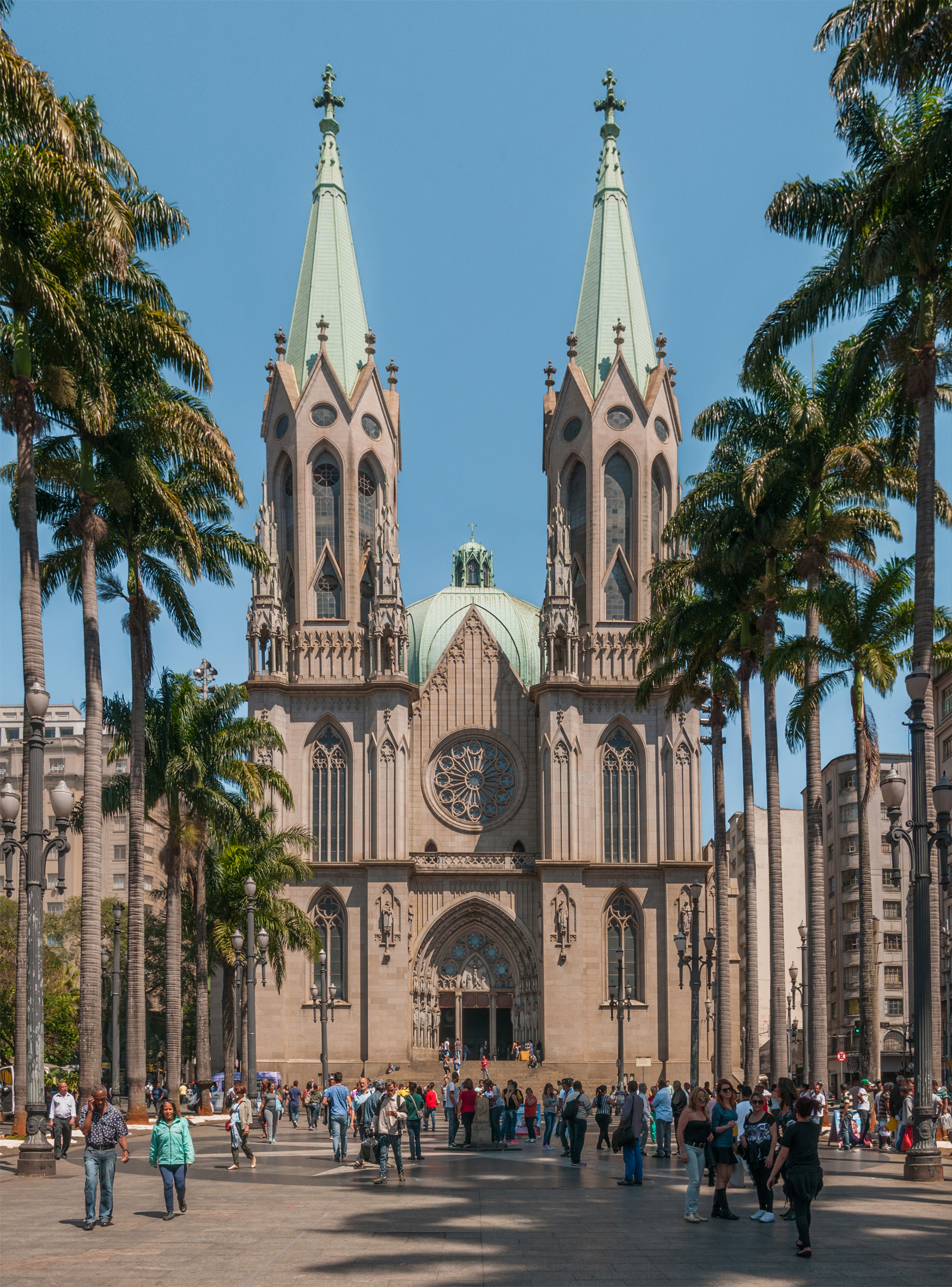
كاتدرائية ساو باولو، كاتدرائية حديثة تمثيلية مبنية على الطراز القوطي الجديد.

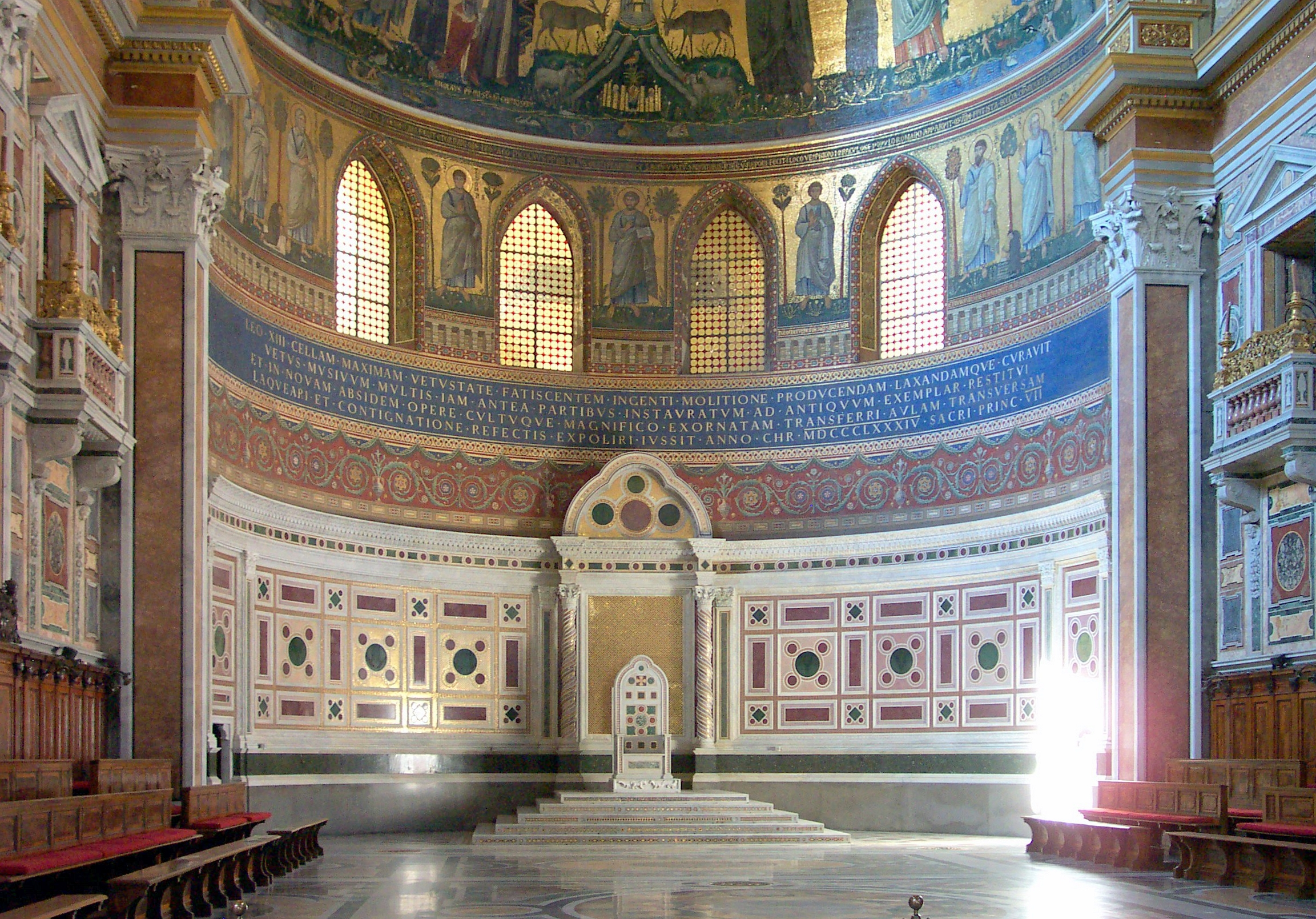
كاتدرائية البابا كأسقف روما، كاتدرائية القديس يوحنا اللاتراني

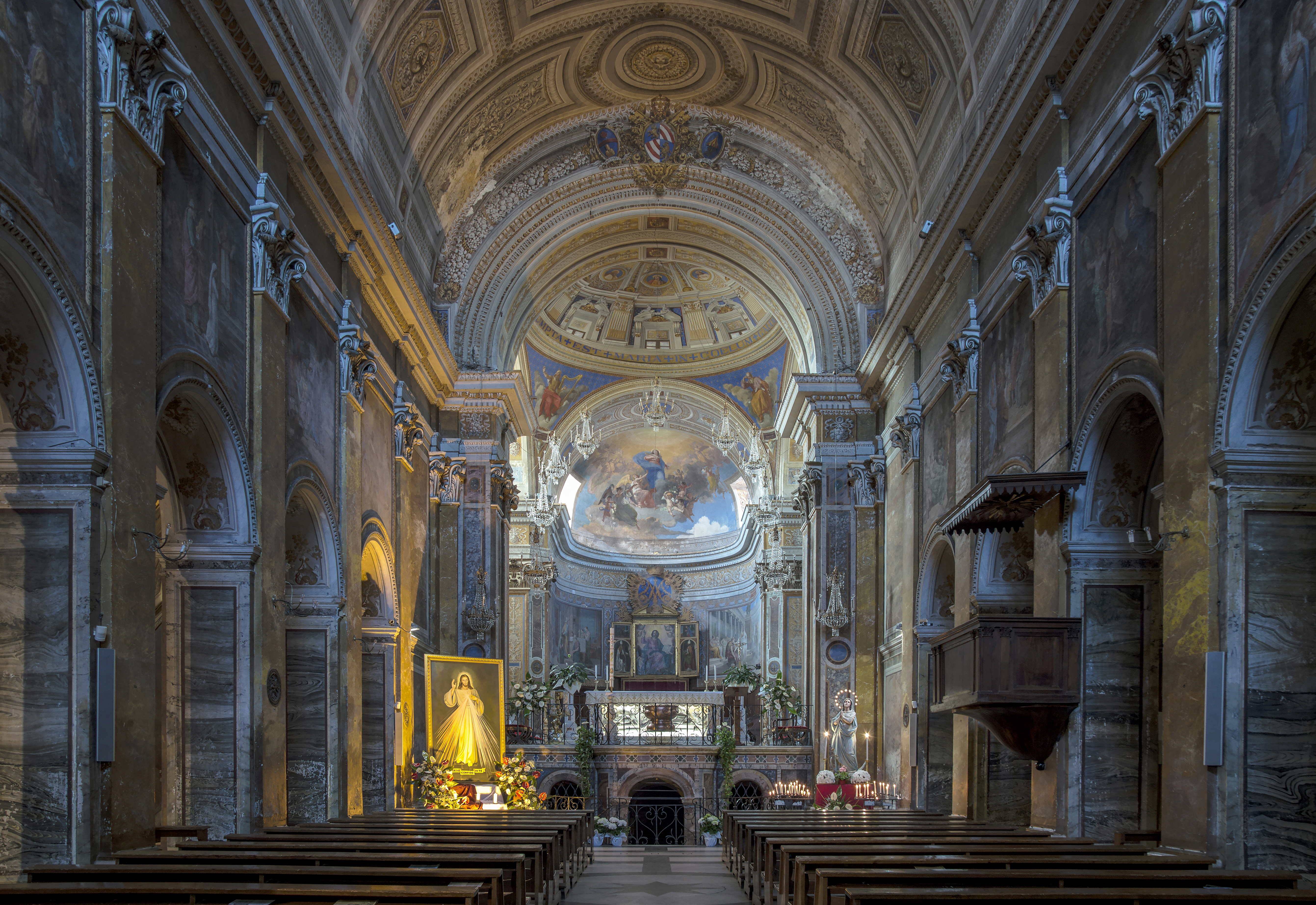
في كاتدرائية سانتا ماريا أسونتا هي الكلاسيكية الجديدة الكاثوليكية الكاتدرائية في فندق نيبي، إيطاليا

تشير الكلمة إلى وجود وبروز كرسي أو عرش الأسقف أو رئيس الأساقفة، المرتفع فوق كل من الإكليروس والعلمانيين، ويقع في الأصل في مواجهة المصلين من خلف المذبح العالي. في العالم القديم، كان الكرسي، على منصة مرتفعة، هو العلامة المميزة للمعلم أو الخطاب، وبالتالي يرمز إلى دور الأسقف كمعلم. كان العرش المرتفع داخل القاعة البازيليكية نهائيًا أيضًا لقاضي رئيس متأخر من العصور القديمة؛ وهكذا ترمز الكاتدرائية أيضًا إلى دور الأسقف في إدارة أبرشيته.
توجد كلمة كاتدرائية، بصفتها مقر الأسقف، في معظم اللغات؛ ومع ذلك، في أوروبا يمكن الإشارة إلى كنيسة الكاتدرائية باسم (على سبيل المثال باللغة الإيطالية والإسبانية) أو (على سبيل المثال الألمانية، والهولندية، وما إلى ذلك)، من المصطلح اللاتيني domus ecclesiae أو domus episcopalis. في حين أن الشروط ليست مرادفة (أ دومو هو الكنيسة جماعية، وما شابه ذلك مع الإنجليز «وزير») العديد من الكنائس الكاتدرائية هي أيضا الكنائس جماعية، بحيث Duomo، أو Dom، أصبح الاسم الشائع لكاتدرائية في تلك البلدان.
في الكنيسة الأرثوذكسية الشرقية، تُترجم الكلمة اللاتينية كاتدرائية عادةً باسم (sobor في اللغات السلافية)، وهذا يعني «التجمع»، ولكن هذا العنوان ينطبق أيضًا على الكنائس الرهبانية وغيرها من الكنائس الكبرى دون مسؤوليات أسقفية. عندما تكون الكنيسة التي يرأسها رئيس أساقفة أو «مطران» مقصودة على وجه التحديد، فإن مصطلح kathedrikós naós (تترجم حرفيا. cathedral temple).
يجسد العرش الأسقفي المبدأ القائل بأن الأسقف وحده هو الذي يصنع الكاتدرائية، وهذا لا يزال ساريًا حتى في تلك الكنائس التي لم يعد لها أساقفة، لكنها تحتفظ بكرامة الكاتدرائية ووظائفها في الكنائس القديمة التي كان الأساقفة يرأسونها سابقًا. لكن العرش يمكن أن يجسد أيضًا مبدأ أن الكاتدرائية تصنع أسقفًا؛ كلاهما على وجه التحديد، حيث يتم انتخاب الأسقف داخل الكاتدرائية ويتم تنصيبه من خلال تنصيبه داخل الكاتدرائية بتزكية رجال الدين والعلمانيين؛ وبشكل عام، كانت مؤهلات الأساقفة الأساسية للصلاة المنتظمة والتعليم العالي والعبادة الموسيقية لقرون عديدة، يمكن الوصول إليها بشكل أساسي من خلال وظائف الكاتدرائية. في هذا هناك تمييز بين تلك التقاليد الكنسية، في الغالب تلك الخاصة بالمسيحية الأرثوذكسية الشرقية ولكن في السابق كانت تشمل أيضًا الكنائس السلتية في أيرلندا واسكتلندا وويلز، والتي جاء أساقفتها ليكونوا في الأديرة؛ وتلك التقاليد الكنسية التي يميل أساقفتها في الغالب إلى الظهور من خلال صفوف رجال الدين في الكاتدرائية.
في التقليد الكاثوليكي أو الروماني الكاثوليكي، ينطبق مصطلح الكاتدرائية بشكل صحيح فقط على الكنيسة التي تضم مقر أسقف أبرشية. تخدم كنيسة الدير في دير إقليمي نفس الوظيفة (أي أنها تضم مقر رئيس الدير)، لكنها لا تحصل على اللقب. في أي ولاية قضائية أخرى مكافئة قانونيًا لأبرشية ولكن لا يتم إنشاؤها قانونيًا على هذا النحو (قبلية، نيابة، عادية، محافظة، إدارة رسولية)، تسمى الكنيسة التي تخدم هذه الوظيفة بشكل صحيح «الكنيسة الرئيسية» للكيان المعني - على الرغم من أن البعض لديه اختتم مصطلح الكاتدرائية على أي حال. تستخدم الكنيسة الكاثوليكية أيضًا المصطلحات التالية.
- الكاتدرائية المؤيدة هي رعية أو كنيسة أخرى تستخدم مؤقتًا ككاتدرائية، عادةً عندما تكون كاتدرائية الأبرشية قيد الإنشاء أو التجديد أو الإصلاح. ينطبق هذا التعيين فقط طالما استمر الاستخدام المؤقت.
- الكاتدرائية المشتركة هي كاتدرائية ثانية في أبرشية لها كرسيان. يمكن أن ينشأ هذا الموقف بطرق مختلفة مثل اندماج أبرشيتين سابقتين، أو التحضير لتقسيم الأبرشية، أو الحاجة الملحوظة لأداء وظائف الكاتدرائية في موقع ثانٍ بسبب اتساع أراضي الأبرشية.
- كاتدرائية أولية (تترجم حرفيا. first cathedral) هي الكاتدرائية السابقة لكرى منقولة.

تسمى الكنيسة الكاتدرائية لأسقف حضري بكاتدرائية حضرية.
لا يحمل مصطلح الكاتدرائية في الواقع أي إشارة إلى حجم المبنى أو زخرفته، على الرغم من أن العديد من الكاتدرائيات هي صروح مثيرة للإعجاب لمجرد أن الاحتفالات الأبرشية تتطلب عادةً قدرة واحدة من أكبر الكنائس في الأبرشية. وهكذا، غالبًا ما يتم تطبيق مصطلح الكاتدرائية بالعامية على الكنائس الكبيرة والمثيرة للإعجاب التي لا تعمل ككاتدرائيات، (على سبيل المثال، كاتدرائية القطب الشمالي في ترومسو، النرويج وساغرادا فاميليا، كنيسة صغيرة في برشلونة.).

## التاريخ والتنظيم

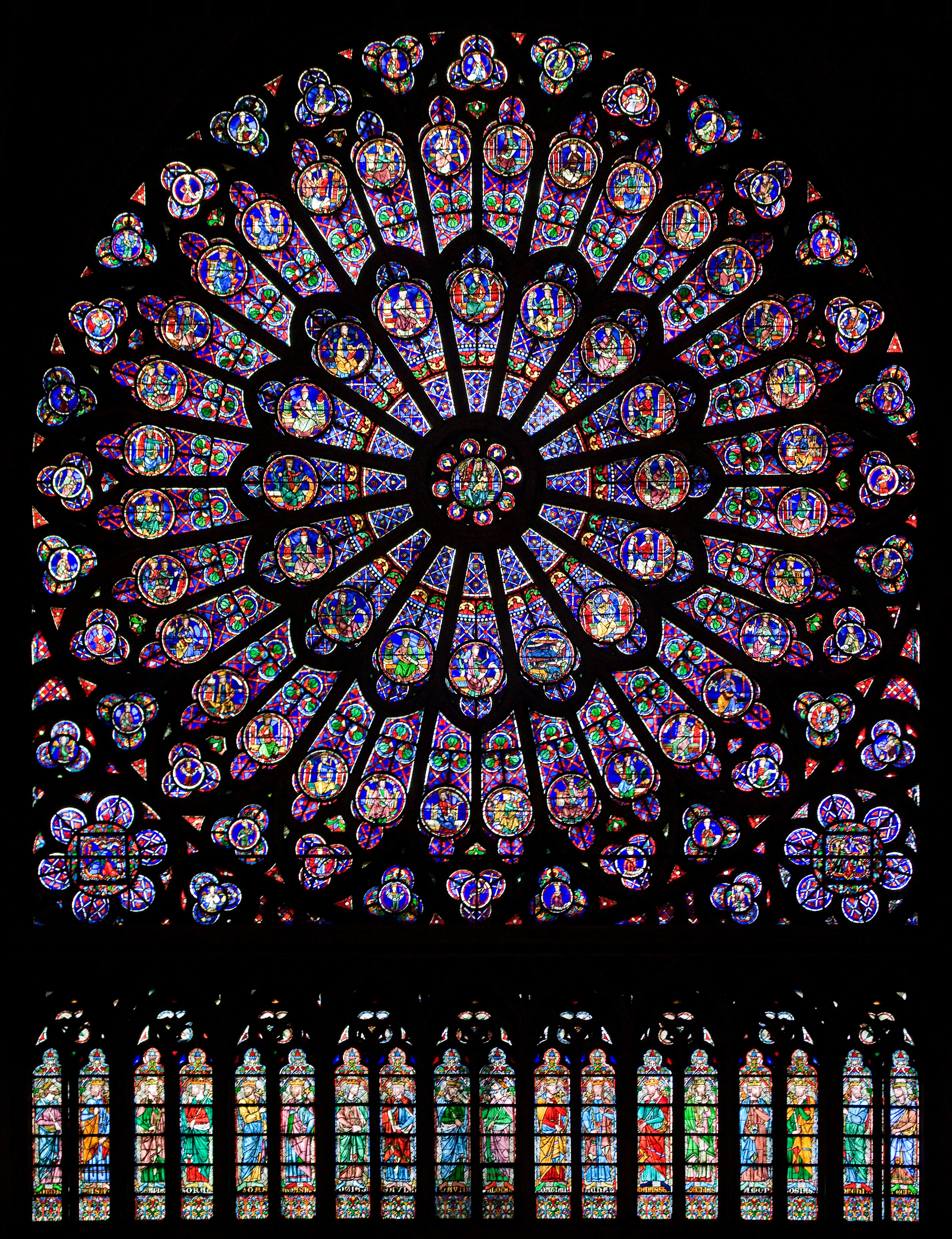
تتميز العديد من الكاتدرائيات، مثل نوتردام دي باريس، فرنسا، بنوافذ زجاجية ملونة مفصلة للغاية

### أصول وخصائص الكاتدرائيات الأولى
يبدأ تاريخ الكاتدرائيات في عام 313، عندما تبنى الإمبراطور قسطنطين الكبير شخصيًا المسيحية وبدأ صلح الكنيسة. في الواقع، في المصطلحات الصارمة، لا يمكن أن تكون هناك «كاتدرائيات» قبل ذلك التاريخ، كما قبل القرن الرابع لم تكن هناك «كاتدرائيات» مسيحية؛ لم يكن الأساقفة جالسين أبدًا أثناء قيادة العبادة الجماعية، لكنهم بدلاً من ذلك كانوا يقفون على منصة مرتفعة أو منبر. في القرن الثالث، وعبارة «اعتلائه منصة» إعلان المنبر يأتي، يصبح مصطلح موحد للمسيحيين التنسيق. أثناء حصار دورا أوروبوس عام 256، تم دفن كنيسة منزل مسيحية كاملة، أو دوموس إكليسيا، في بنك دفاعي، وبقيت على قيد الحياة عند التنقيب، في أماكن على ارتفاع أعلى الجدار. تم تحويل كنيسة دورا من ساحة فناء حضرية كبيرة ذات شكل قياسي، حيث تم اقتحام غرفتين معًا لإنشاء قاعة تجميع، قادرة على حمل 60-75 قائمًا؛ بينما تم إدخال خزان في غرفة على الجانب الآخر من الفناء كمعمودية، تعلوها رسوم جدارية غنية. تم العثور بالفعل على غرفة كبيرة بها تمثال نصفي مرتفع في أحد طرفيه، وهو كبير بما يكفي لشخص واحد بدوره للقراءة والوعظ والرئاسة؛ لكنها منخفضة جدًا بحيث لا يعلوها عرش، وأصغر من أن تحتوي على مذبح. وبخلاف ذلك، لم يكن للغرفة الكبيرة زخرفة أو سمات مميزة على الإطلاق.
في عام 269، بعد وقت قصير من سقوط دورا في أيدي الجيش الفارسي، قامت مجموعة من رجال الدين بتجميع صحيفة اتهام ضد أسقف أنطاكية، بول ساموساتا، في شكل رسالة مفتوحة. كان من بين الاتهامات أن بولس، الذي حصل على رتبة دوكيناريوس المدنية بسبب اتصالاته في البلاط الإمبراطوري، قد أقام لنفسه بشكل غير لائق سياجًا أو سرًا في كنيسة أنطاكية؛ أنه داخل هذه العلبة أقام عرشًا يترأس منه العبادة؛ وأنه قام بتدريب جوقة نسائية على غناء ترانيم من ابتكاره. تم إدانة جميع هذه الممارسات باعتبارها ابتكارات، حيث استوردت بشكل غير صحيح رموز حكمه الروماني العلماني إلى طقوس الكنيسة؛ بينما يؤكد بوقاحة وتجديف أن شخص الأسقف في العبادة الإفخارستية يجلس في مكان المسيح نفسه. بعد مائة عام، كان لدى جميع الأساقفة في عالم البحر الأبيض المتوسط كاتدرائيات، وجلسوا جميعًا على عروش داخل فضاء مقدس مغلق، وأنشأوا جميعًا جوقات مدربة لتعزيز العبادة القربانية.
كان المبدأ الدافع وراء هذا التغيير هو قبول الأساقفة، عن طيب خاطر، لدعوة إمبراطورية لتبني الواجبات والكرامة والشارات الخاصة بقاضي الصلح والمحافظة عليها. من السمات المميزة لقاض روماني كان يترأس من عرش مرتفع في قاعة كبيرة مستطيلة ذات ممرات غنية ومزخرفة تسمى بازيليك. والآن سيفعل الأساقفة الشيء نفسه. تقع أقدم هذه الكاتدرائيات البازيليكية الجديدة التي لا تزال بقايا كبيرة منها مرئية (وربما من بين أقدم الكاتدرائيات التي تم بناؤها) أسفل كاتدرائية أكويليا على الطرف الشمالي للبحر الأدرياتيكي. يتألف المجمع، الذي يعود تاريخه إلى نقش فسيفساء بين 313 و 319، من قاعتين متوازيتين من الشرق والغرب من الممرات ذات الحجم المماثل. مع قاعة عرضية ثالثة أصغر بين الشمال والجنوب تربط بينهما، والتي تم تفسيرها على أنها قاعة حضور الأسقفية أو مقر إقامة الأسقف. تشكل القاعات الثلاث فناءً مفتوحًا كان يقع فيه في الأصل بيت معمودية منفصل. نجت من كلتا القاعتين البازيليكيتين الكبيرتين أرصفة فسيفساء غنية تظهر (من بين مشاهد أخرى) يونان والحوت، وسلسلة من صور المانحين، معظمها من الإناث. يبدو أن الكاتدرائيات المماثلة للبازيليكا المزدوجة والمعمودية أقيمت بعد ذلك بوقت قصير في ميلانو وترير وبافيا. لكن تلك الكنائس ذات البازيليك الواحد أصبحت فيما بعد نموذج الكاتدرائية الأكثر شيوعًا.
أدى إعلان قسطنطين لصالح الإمبراطورية تجاه المسيحية إلى تغيير جميع جوانب الحياة المسيحية في الإمبراطورية الرومانية. من ديانة أقلية، محصورة إلى حد كبير في المناطق الحضرية والتجمعات الاجتماعية المحدودة، وخاضعة للعداء الرسمي والاضطهاد العرضي؛ اكتسبت المسيحية أعدادًا متزايدة من الأتباع المحتملين من جميع الطبقات، في البداية كانت لا تزال داخل مناطق المدينة، ولكنها امتدت في النهاية إلى الباغوس، المناطق الريفية النائية للمدينة. كانت النتيجة توسعًا جذريًا في المباني والتمويل والموظفين للمؤسسات الكنسية المرتبطة طوال القرن الرابع. تمثل الكاتدرائيات الأولى هذا التوسع في شكل مادي.

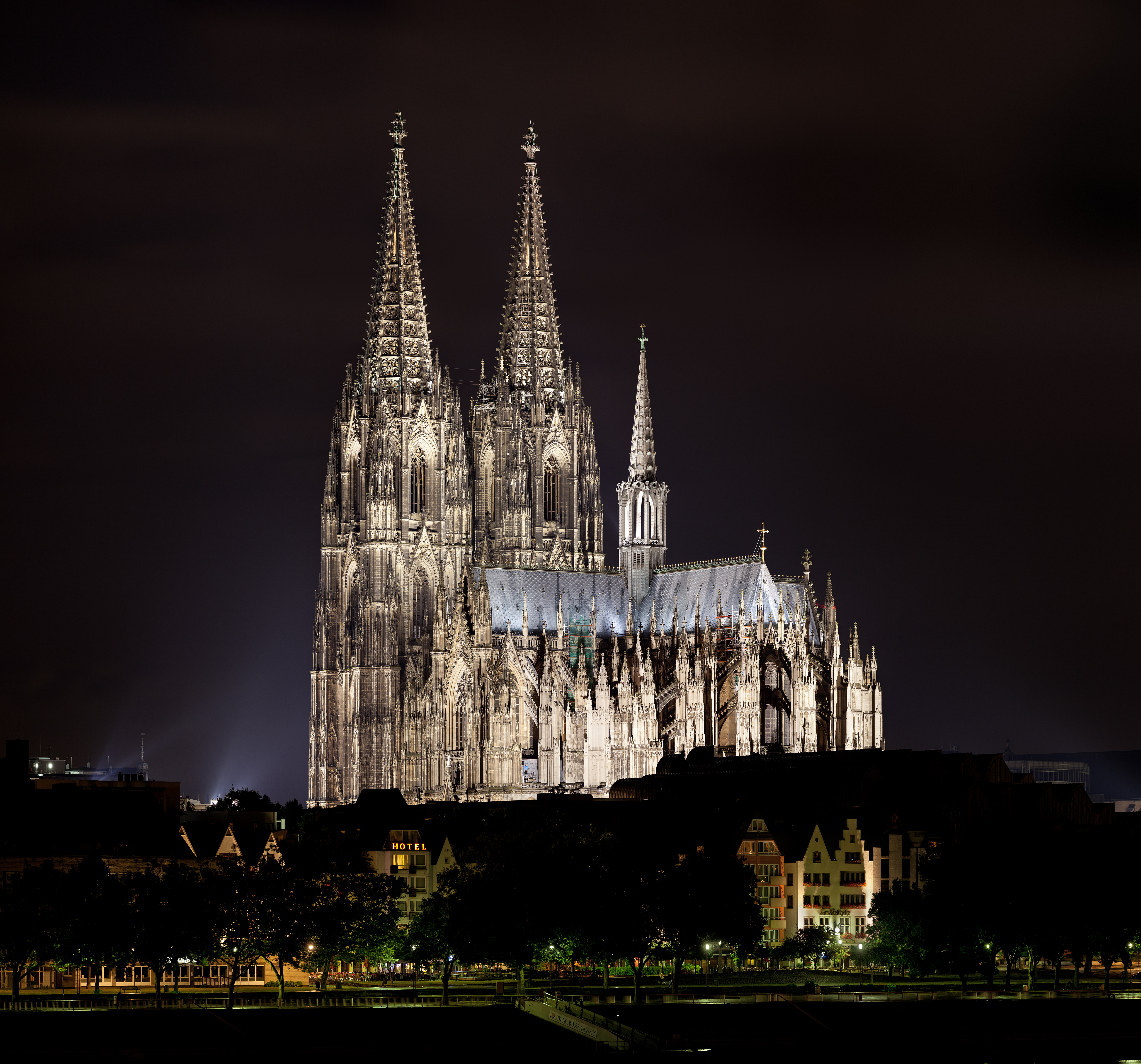
تعد معظم الكاتدرائيات، مثل كاتدرائية كولونيا بألمانيا، بمثابة معالم المدينة

#### البنايات
يختلف موقع وتخطيط الكاتدرائيات الأولى اختلافًا كبيرًا من مدينة إلى أخرى، على الرغم من أن معظمها، كما هو الحال في أكويليا، تميل إلى أن تكون داخل أسوار المدينة ولكن بعيدًا عن المركز الحضري؛ توجد عناصر معينة دائمًا تقريبًا.

كاتدرائية القديس بطرس في مدينة الفاتيكان، الجيب البابوي داخل مدينة روما، إيطاليا

#### البازيليكا

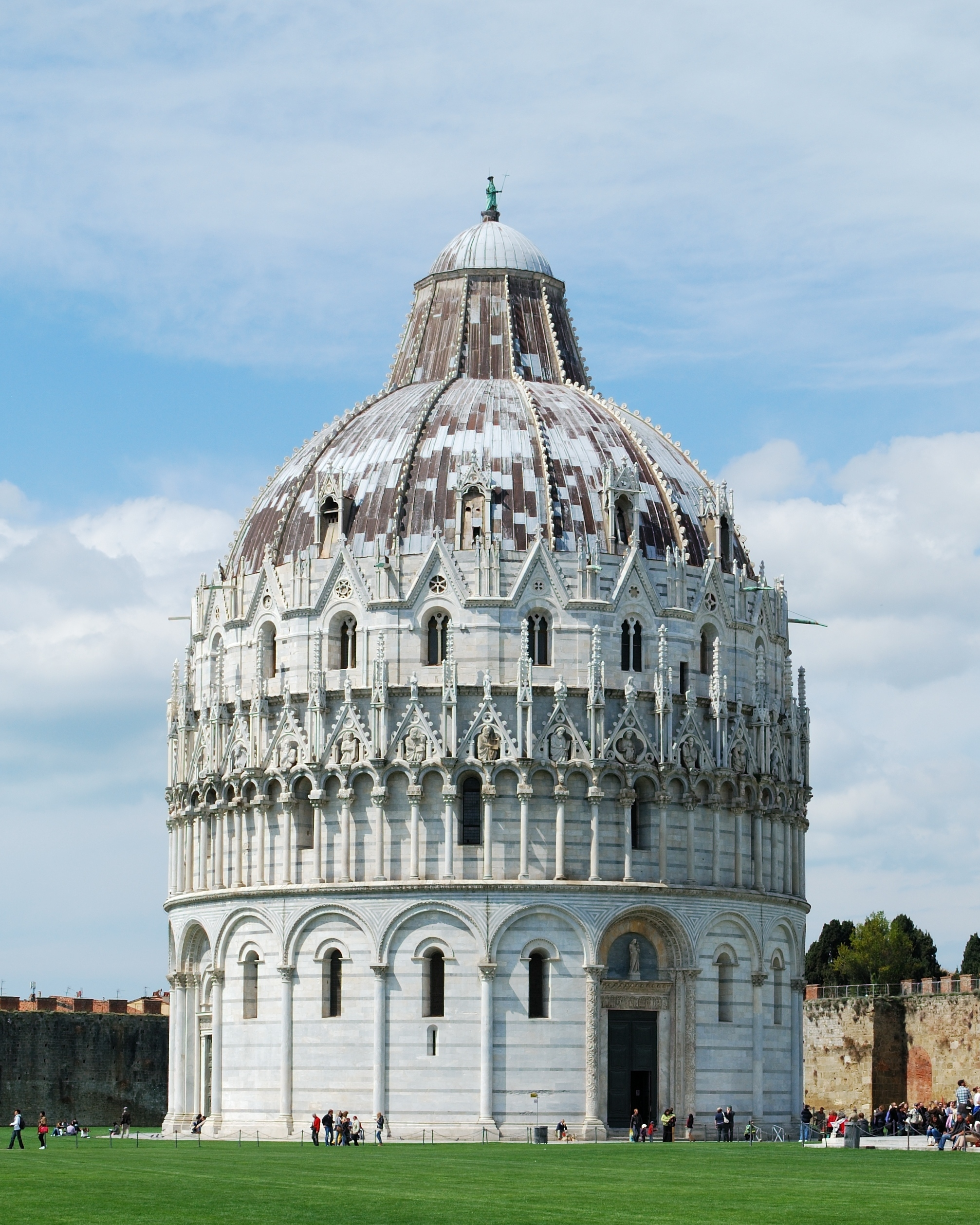
باتيسترو دي سان جيوفاني في بيزا، إيطاليا

كانت القاعات البازيليكية في السابق من سمات المجمعات المدنية الكبرى ومباني المقرات العسكرية؛ لكنها أصبحت الآن الهيكل القياسي لاستيعاب التجمعات المسيحية الكبيرة. من الآن فصاعدًا، يشير مصطلح البازيليكا إلى أي مبنى كبير للكنيسة. كانت هذه البازيليكا الجديدة مختلفة تمامًا في الحجم عن قاعات التجمعات المسيحية السابقة، لأنها كانت مختلفة أيضًا في الشكل عن أي معبد روماني غير مسيحي أو هيكل ديني. وكانت قاعات الطولية، aisled، وغمرت مع الضوء من الكبيرة [كلرستوري النوافذ. تم تزيين الأرضيات والجدران بزخارف غنية بالفسيفساء والترصيع - عادة في أنماط مجردة أو نباتية. كان حجم البازيليكانتين الأصليتين في أكويليا حوالي 37 مترًا في 17 مترًا، ولكن في غضون 30 عامًا تضاعف حجم القاعة الواحدة أربع مرات لتصل إلى 73 مترًا في 31 مترًا. أظهرت هذه البازيليكا الموسعة الآن ثلاث سمات إضافية أصبحت مميزة للكاتدرائيات المبكرة: سياج في الطرف الشرقي للكنيسة يحيط بالمذبح؛ شرق المذبح التي تواجه الغرب، وتتكون من منصة مرتفعة مع العرش مركزيا مكان الأسقف ومقاعد جانبي لرجال الدين من فاميليا له. ورواق مقسم في الطرف الغربي ينسحب إليه الموعوظون أثناء الفعل المركزي للقداس الإفخارستي.

#### المعمودية
كانت المعمودية في كنيسة دورا تبلغ مساحتها حوالي 1 متر مربع وعمق متر واحد. يمكن لمرشحي المعمودية الوقوف فيه، لكن لا يمكن غمرهم. في الكاتدرائيات الجديدة، كما كان الحال من قبل، لم يتعمد سوى الأساقفة؛ وعقدت الاحتفالات ما لا يزيد عن مرتين في السنة للسماح بفترات تعليمية مناسبة. لذلك كانت هناك حاجة إلى زيادة حجم المعمودية بشكل كبير، مع ما يرتبط بذلك من أماكن لضمان الخصوصية في التعري والدهن والتعويض؛ وخزان المعمودية، المثمن بشكل عام، أصبح الآن عميقًا تمامًا بما يكفي للانغماس التام، وواسعًا بما يكفي لاستيعاب كل من المرشح والشماس المساعد ذكرًا أو أنثى. اعتمدت المعمودية بشكل عام أشكال التخطيط المركزية المشتقة من الكنائس الجنائزية؛ وهي منفصلة دائمًا عن الكنيسة البازيليكية.

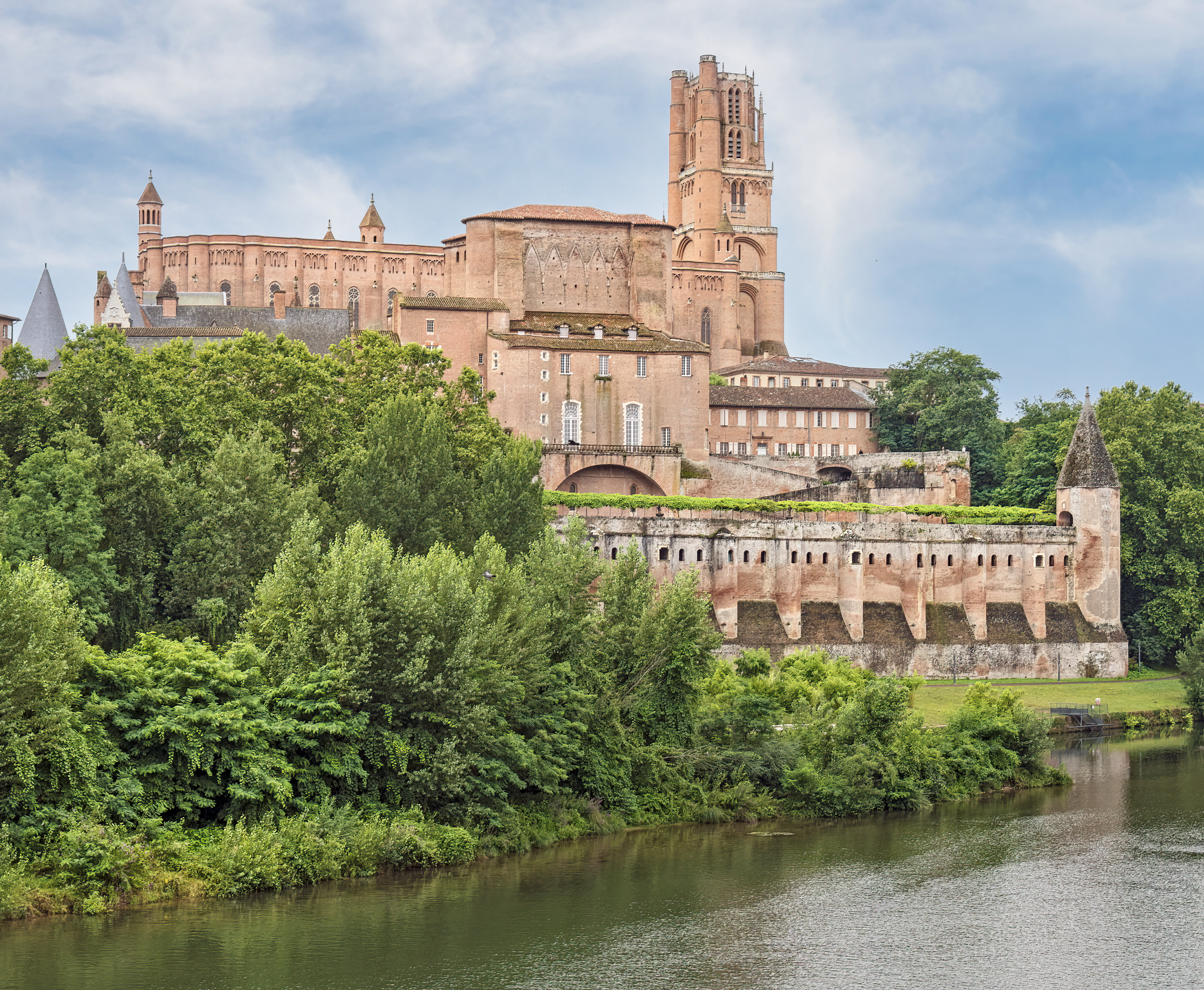
قصر أسقفي في ألبي، فرنسا

#### الأسقفية
لم يسكن أحد في بيت الكنيسة في دورا. تمت إزالة المرافق السكنية مثل المرحاض والمطبخ في عملية التحويل. لكن مجمعات الكاتدرائيات تضمنت دائمًا مسكنًا أسقفيًا. من بين التهم البارزة التي وجهت إلى بولس ساموساتا معرفته المفرطة بالنساء المتدينات. كما هو شائع، كان بولس قد تزوج عندما تم انتخابه أسقفًا. ومرة أخرى، كما كان متوقعًا عالميًا لأسقف، فقد توقف بعد ذلك عن الاتصال الجنسي بزوجته ولم يعد يعيش معها. لكن متهميه اتهموا أنه من خلال الاستمرار في الارتباط بنساء أخريات (حتى بدون أي إشارة إلى مخالفة فعلية) فإنه يخلق احتمالًا غير مقبول للفضيحة. لتجنب حدوث مثل هذه المناسبات المماثلة، كان من الضروري أن تنشئ الكاتدرائيات الجديدة أماكن إقامة للرجال فقط للأسقف ومؤسسته بأكملها؛ وبما أنه، في كنائس الغرب، كان من المتوقع أيضًا أن يعيش جميع الكهنة والشمامسة بعيدًا عن زوجاتهم بعد الرسامة، فإن أماكن المعيشة هذه، الأسقفية، كانت بالضرورة كبيرة في المدى. بالإضافة إلى تناول وأرباع للفتيان والرجال رسامة النوم، وإيبيسكوبيوم أيضا تقدم عادة قاعات طعام خاصة للضيافة المتوقعة لتعزيز الوضع الاجتماعي والأسقف، وخاصة المصلى أو مصلى للأسقف، وغالبا ما يكون حمام البيت.

### المالية
مثلما كان السكن الأسقفي جزءًا لا يتجزأ من مجمع مباني الكاتدرائية، كذلك لم يكن هناك تمييز بين ممتلكات الأسقفية والأبرشية والكاتدرائية والأوقاف. من حيث المبدأ، تم دفع كل دخل الأبرشية في صندوق مشترك، وتم تقسيمه إلى أربعة أسهم ثابتة لكل مجال رئيسي من الإنفاق؛ الأسقف نفسه. رجال الدين الكاتدرائية. نسيج وإضاءة الكاتدرائية وكنائس المدينة؛ والتبرعات الخيرية. تمتلك العديد من الأبرشيات بالفعل أوقافًا كبيرة، لكن الدخل زاد بشكل كبير مع سلام الكنيسة؛ يعود ذلك جزئيًا إلى الإعانات الإمبراطورية العينية، ولكن بشكل أساسي من الوصايا الخاصة والإعانات الخاصة المنتظمة (غالبًا ما تسمى «الثمار الأولى»)؛ على الرغم من أنه في هذا التاريخ، لم يتم دفع العشور للكنيسة أبدًا. بالإضافة إلى ذلك، قام العديد من مالكي الأراضي الأفراد بدعم الكنائس والمصليات الخاصة في ممتلكاتهم الخاصة؛ وهبت مؤسسات خيرية مستقلة، وفي النهاية أديرة وراهبات أيضًا.

#### نصيب الأسقف
قدّر أوغسطينوس أن دخله الشخصي يبلغ 20 ضعف دخل والده، وهو موظف مدني صغير؛ وأوغسطينوس لم يكن بأي حال من الأحوال أغنى أسقف في شمال إفريقيا. لكن بقبولهم وضع قضاة مدنيين من قسنطينة، التزم الأساقفة الآن أيضًا بنفقات كبيرة للحفاظ على أسلوبهم ومكانتهم الجديدة؛ وأيضًا للوفاء بالواجبات المرتبطة بذلك، على سبيل المثال في تعيين مستشاري قانوني مؤهلين لدعمهم عند تواجدهم كقضاة مدنيين.

#### حصة رجال الدين
تم دفع رواتب جميع رجال الدين المرتبطين بالكاتدرائية من خلال رواتب من الصندوق العام. ينطبق هذا على كل من رجال الدين العاملين مباشرة داخل الكاتدرائية نفسها، وكذلك على رجال الدين، الذين يطلق عليهم الكنسي المرتبط بالكنائس التي أسسها الأسقف داخل المدينة. منذ نهاية القرن الرابع، مع توسع مهمة الكنيسة في المناطق الريفية، تم إنشاء «كنائس المعمودية» في القرى البعيدة، حتى يتمكن سكان الريف من تلقي معمودية الأسقف محليًا؛ ورجال الدين في هذه الكنائس يحسبون أيضًا ككنيسي ويتقاضون راتباً عادياً.

#### حصة النسيج
تظهر نقوش المانحين الوفيرة أن معظم برامج بناء الكنائس الجديدة؛ تم تمويل الفسيفساء والأسقف والمفروشات من تبرعات خاصة. غير أن تكاليف الصيانة والإضاءة وقعت على عاتق الصندوق العام. ينطبق هذا أيضًا على الكنائس، المعروفة باسم تيتولي، التي يخدمها رجال دين الأسقف مباشرة، بما في ذلك بشكل عام أيضًا أي كنائس منزلية باقية من فترة ما قبل سلام الكنيسة وكنائس المعمودية الريفية؛ ولكن ليس للكنائس الصغيرة، المسماة باروشيا، التي أنشأها ملاك الأراضي الريفية لراحة المستأجرين. كان من المتوقع أن يساهم الأسقف، فيما يتعلق بحالته المدنية، في الأشغال العامة ذات النفع العام؛ القنوات والجسور والمجاري المائية.

#### حصة خيرية
في جميع المدن، خصص الأساقفة مبالغ كبيرة لدعم الأرامل والأيتام والفقراء. كانت مثل هذه التبرعات سمة قوية للكنيسة في القرون السابقة، لكنها كانت تميل بعد ذلك إلى أن تكون موجهة على وجه التحديد إلى المحتاجين المسيحيين. الآن أصبحت البوصلة الخيرية عامة. كان من المتوقع بشكل خاص أن يتحمل الأساقفة مسؤولية جمع أموال الفدية، حيث سقط الأشخاص المحليون في الأسر. بالإضافة إلى ذلك، كان من المتوقع أن تدعم كل أبرشية زينودوتشيوم، نزل للمشردين والغرباء.

### شؤون الموظفين

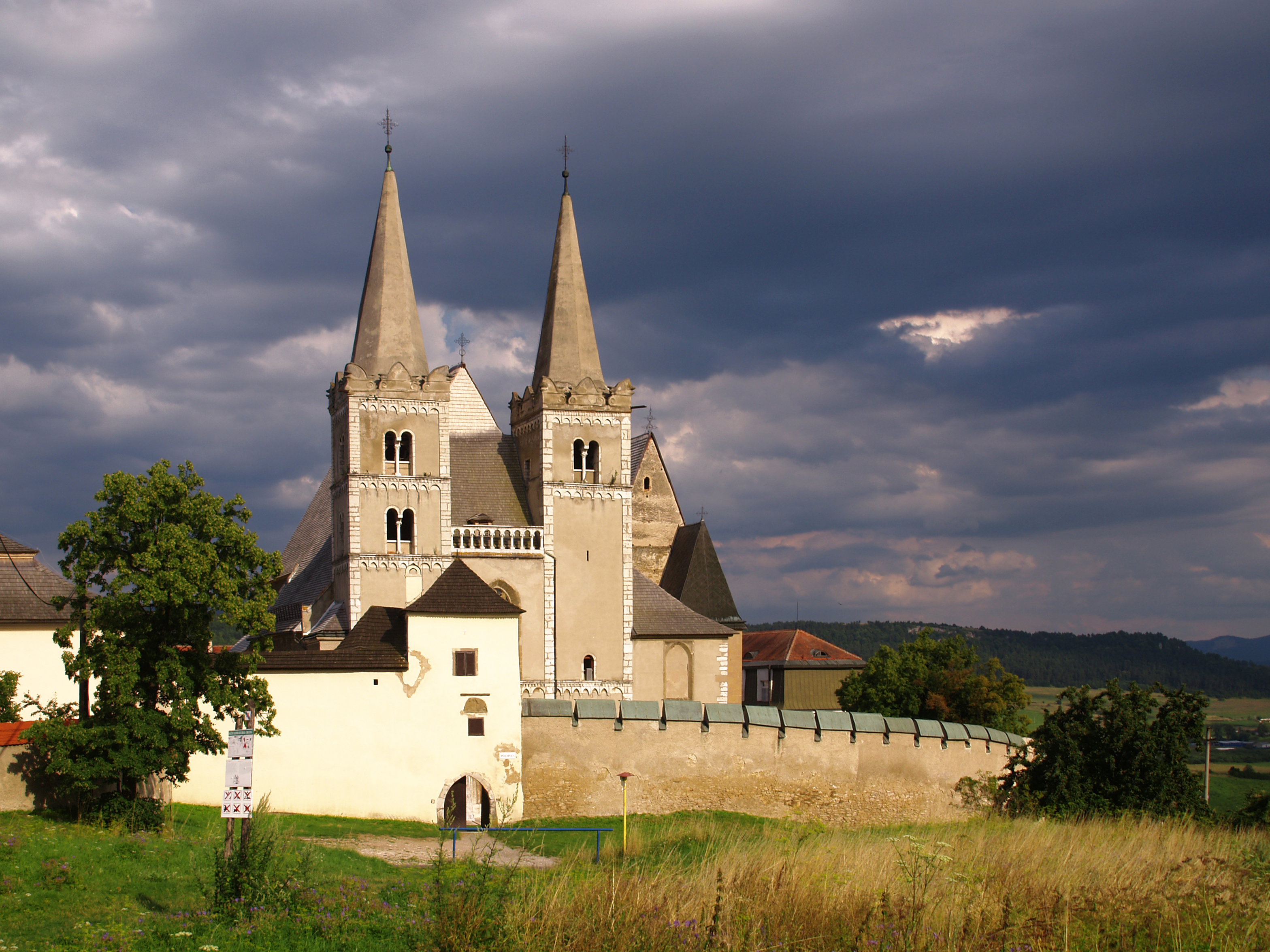
كاتدرائية القديس مارتن في سبيشسكه بودهرايده (سلوفاكيا).

مثلما تغيرت مكانة الأسقف بسلام الكنيسة؛ وكذلك الأمر بالنسبة لرجال الدين الذكور. مع الأسقف المقيم الآن في إيبيسكوبيوم جاء رجال الدين الذكور الآخرين أن يعترف به له فاميليا الرسمي، في علامة منها رجال الدين أن الرجال يحصلون الآن على حلاقة الشعر عن طريق حلق رؤوسهم. هذا هو في الأصل شارة التبني الرومانية. كانت الكنيسة الأولى قد اعترفت بأوامر الأسقف والقسيس (الكاهن) والشماس، ولكن منذ ذلك الحين نشأت مجموعة من الرتب الثانوية بالإضافة إلى ذلك؛ وجميعهم تم تنظيفهم. تميل هذه الأوامر الآن إلى أن تُفهم على أنها «رتب» رجال دين، تعادل تلك الموجودة في الجيش، بحيث يُشار إلى رجال الدين الذكور الآن على أنهم «ميليشيا رجال الدين». وكما هو الحال في الجيش الروماني أو الخدمة المدنية، كان من المتوقع أن تتبع الترقية مبدأ هرم المناصب الروماني، وترتفع من خلال الرتب، مع توقع أنه من الناحية المثالية، سيتم تقديم حد أدنى لفترة في كل منهما. ظلت الرتبيات الأنثوية للعذراء والأرملة والشمامسة (الأنثى) صراحة خارج أسرة الأسقف؛ ولذا لم يحصلوا على اللحن ولم يتقدموا من خلال دورة الشرف. لكن جميع رتب رجال الدين في الكاتدرائية، ذكورا وإناثا، زادت بشكل كبير من حيث العدد. أمر حوالي 540 جستنيان بأن تكون كشوف المرتبات الكتابية لآيا صوفيا مقصورة بشكل صارم على 60 كاهنًا و 100 شمامسة و 90 شمامسة فرعية و 110 محاضرًا و 25 مطربًا و 100 حارسًا و 40 شمامسة؛ 525 في المجموع.

#### الأساقفة

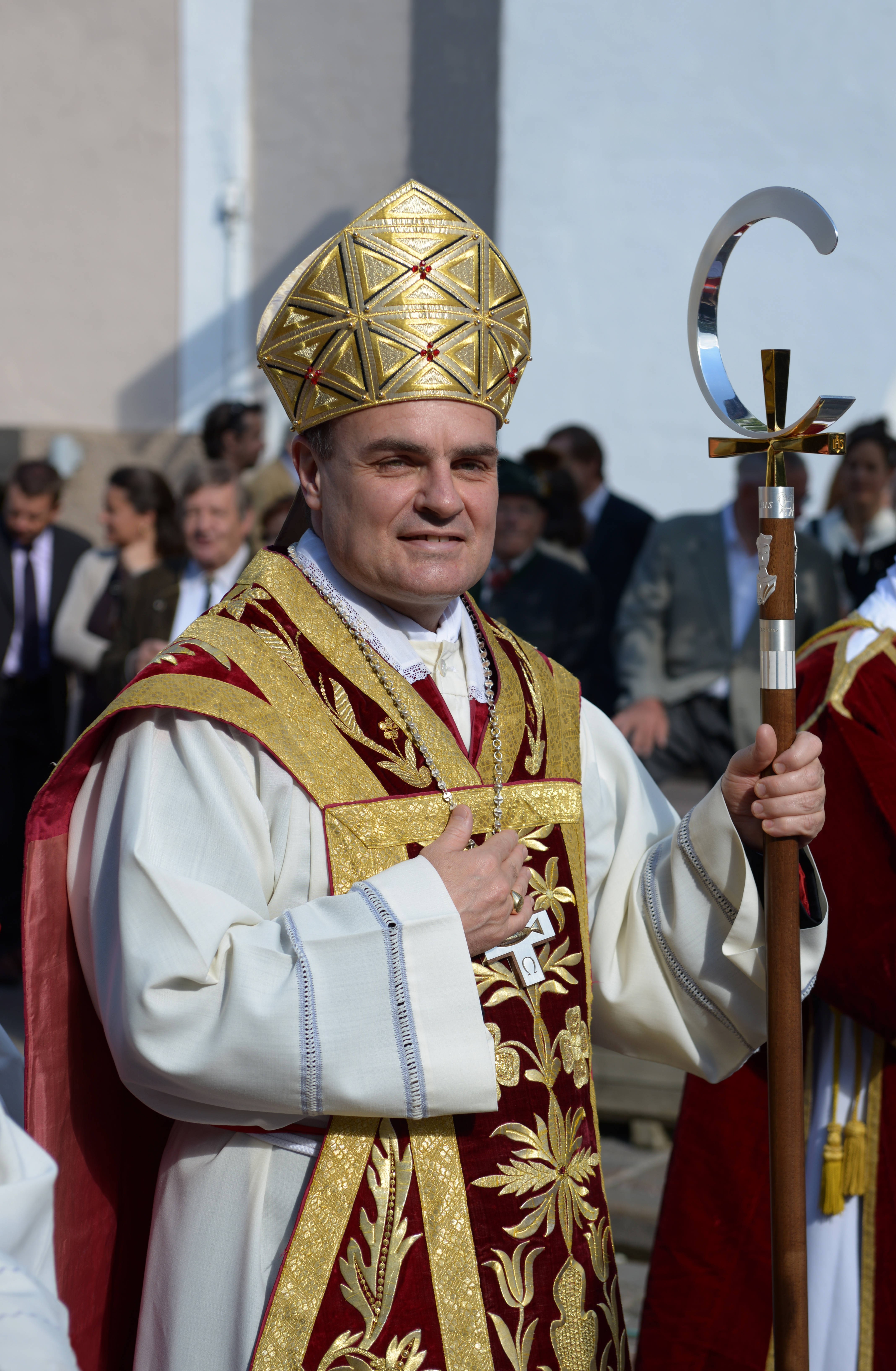
أسقف ايفو موسر في يورتيجي مع اثواب البابوي (ميتري، الصليب الصدري، حلقة الأسقفية، وصولجان الأسقف)

كان الأساقفة على رأس الكنيسة المحلية. ولكن ليس بشكل صريح ضمن شرف دورة، حيث تم التعيين عن طريق الانتخاب من رجال الدين المحليين والشعب. ليس من المستغرب أن رجال الدين يميلون إلى تفضيل تعيين أساقفة من بين رتب كهنة الكاتدرائية؛ لكن الخيار الدنيوي المحلي غالبًا ما يميل إلى الغرباء، سواء كان رجلًا مقدسًا رائعًا أو ناسكًا أو زاهدًا؛ أو غير ذلك من كبار موظفي الخدمة المدنية أو الدبلوماسي، الذين قد يكون لديهم اتصالات مواتية لاستغلالها في المحكمة. لكن معظم الأساقفة جاءوا من طبقة كوريون، أي أولئك الذين يحملون رتبة ديكيوريون الوراثية ويلتزمون بالخدمة في مجلس المدينة، حيث من المرجح أن يحصل الأشخاص من هذه الفئة وما فوقها على تعليم بلاغي كامل في قواعد اللغة اليونانية واللاتينية؛ التي بدونها لم يكن من الممكن للفتى الذي نشأ بمعرفة فقط بالكلام العامي المتأخر المتأخر أن يعبر عن نفسه بأشكال لغوية كلاسيكية معتمدة.

#### الكهنة ورؤساء الكهنة
كان من المتوقع أن يكون الرئيس العادي في القربان المقدس والمعمودية هو الأسقف، الذي سيحتفل في الكاتدرائية وفي الكنائس الفخارية بدوره. ومع ذلك، من الناحية العملية، الأسقف حاجة نائبا لالقربان المقدس وأيضا ل مكتب الإلهية من الصلاة اليومية، وسقط هذا الواجب إلى الكهنة. أسقف اختيار كاهن رفيع المستوى القمص الذي تولى منصب نائب الرسمي له في جميع المسائل الشعائرية ورئيسا لفاميليا. كان رئيس الكهنة أيضًا مسؤولًا عن مدرسة الكاتدرائية. بعد القرن الخامس، لم يعد هناك مدرسون علمانيون مدعومون من الدولة للبلاغة والقواعد في الغرب (بخلاف أجزاء من إيطاليا) ولذا كان على الكنيسة أن تثقيف نفسها.

#### الشمامسة والرؤساء
ومثلما انتدب الكاهن عن الأسقف في أمور الطقوس، كذلك فإن الشمامسة ينوبون في الأمور الإدارية والمالية، لا سيما في تربية وتقديم الصدقات. على رأس الشمامسة كان رئيس الشمامسة. النائب الرئيسي للأسقف في الشؤون الإدارية. كان رئيس الشمامسة في الأصل أدنى مرتبة من رئيس الكهنة، وبحلول القرن السادس كان قد أسس سيادة واضحة. ساعد الشمامسة الشمامسة، لكن على عكسهم سُمح لهم بالزواج بعد الرسامة؛ وبالتالي أوقف العديد من رجال الدين cursus honorum في هذه المرحلة، ولم يكن من غير المعتاد أن يتم انتخاب شمامسة فرعية أسقفًا؛ وحتى البابا.

#### البوابون، وطاردون الأرواح الشريرة، والمحاضرون، والمساعدون، وبريميسيريوس

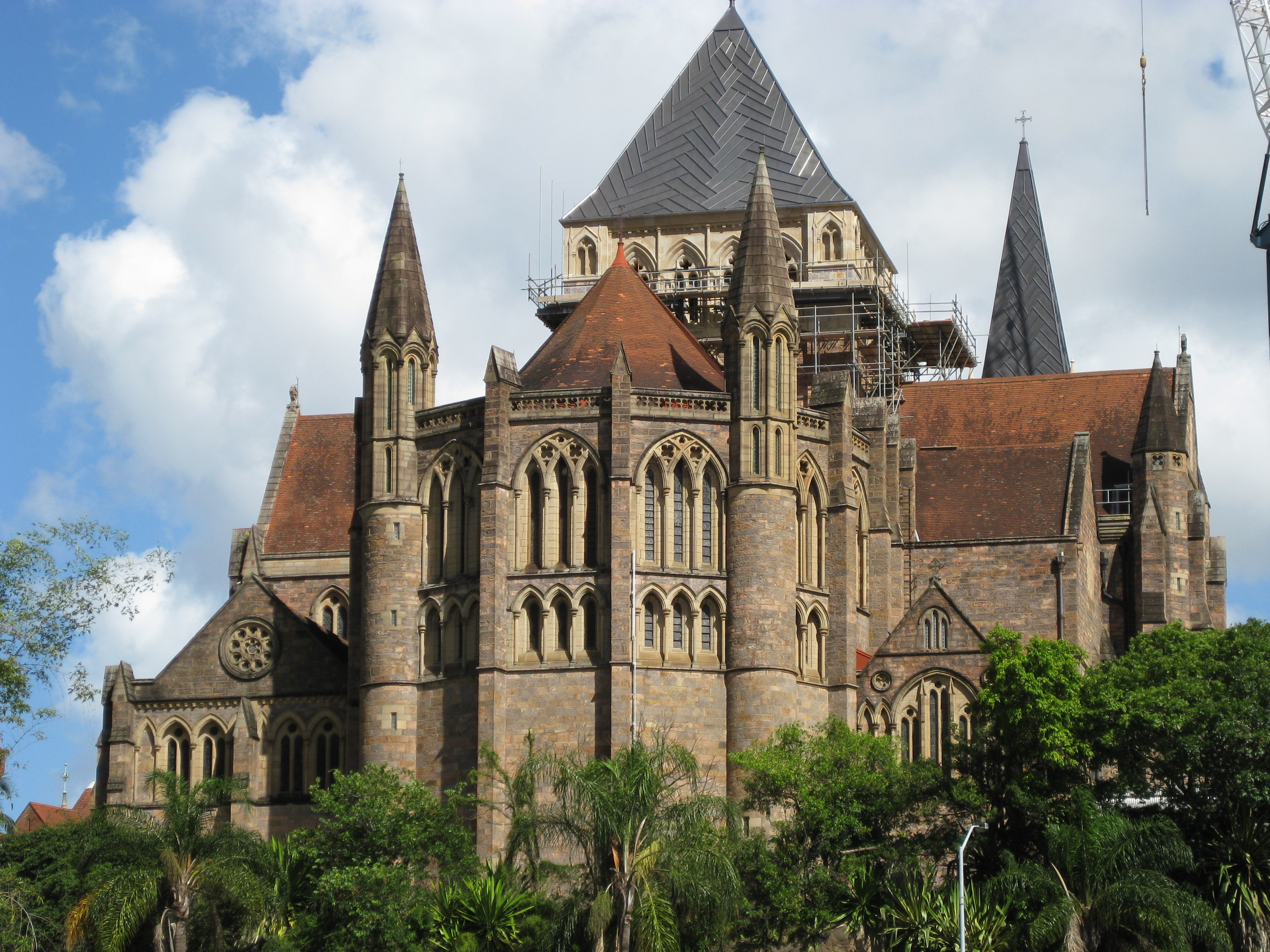
كاتدرائية القديس يوحنا في بريسبان

في الممارسة العملية، تميل الأوامر الثلاثة الأولى من هذه الأوامر إلى تقديمها معًا، وعادة ما يتم تطبيقها على الأولاد الذين لا تتجاوز أعمارهم السابعة. كان هؤلاء الطلاب الصغار صغارًا جدًا بالنسبة لمدرسة القواعد، ولكن تم تقديرهم كمؤيدين، وبالتالي تم تضمينهم في مدرسة شولا كانتوروم أو مدرسة الكورال. في الأصل تحت مسؤولية الشمامسة، تم إصلاح تنظيم الجوقات من قبل البابا غريغوريوس الكبير، الذي قدم مكتب رئيس الوزراء أو رئيس المعبد لهذا الغرض. ثبت أن هذا إصلاح حيوي. لأنه بدون أي نظام شامل للتدوين الموسيقي، فإن الطريقة الوحيدة التي يمكن من خلالها الحفاظ على الموسيقى المقدسة وتمريرها كانت من خلال جوقات احترافية للتدريب الموسيقي السليم على عبادة الكاتدرائية - وهذه المهارات ليست مضمونة لتواجدها لدى رجال الدين رفيعي المستوى.

#### رهبانيات النساء: العذارى والأرامل والشماسات
كانت هذه الأوامر ذات أهمية كبيرة في القرون السابقة؛ لكنها كانت تميل إلى التهميش في الكاتدرائيات من القرن الرابع وما بعده. طالما استمرت معمودية الكبار كحدث منتظم، فستظل هناك حاجة للشمامسة لهذه الخدمة؛ ولكن بخلاف ذلك، كان العامل الرئيسي في الحفاظ على هذه الأوامر هو التأثير الضار من قاعدة السيطرة المطبقة على الأساقفة، الكهنة والشمامسة. عندما أصبح رجلا رسامة، وانتقلت إلى إيبيسكوبيوم مع بقية فاميليا الأسقف. عندئذ يكون هناك عادة أيضًا حاجة لدعم أمهاتهم وزوجاتهم وبناتهم؛ واستمرت رتب الأرامل والعذارى إلى حد كبير لهذا الغرض.

### المهام
على الرغم من الاختلافات الكبيرة بمرور الوقت في الهياكل المؤسسية والسياقات التاريخية الأوسع؛ تميل الوظائف الرئيسية التي تم إنشاؤها للكاتدرائيات الأولى إلى البقاء كوظائف مميزة للكاتدرائية على مر القرون؛ دورة منتظمة من صلاة الكورال؛ توفير منتدى للقيادة المدنية؛ الالتزام بالتعليم العالي. والترويج للموسيقى ونشرها.

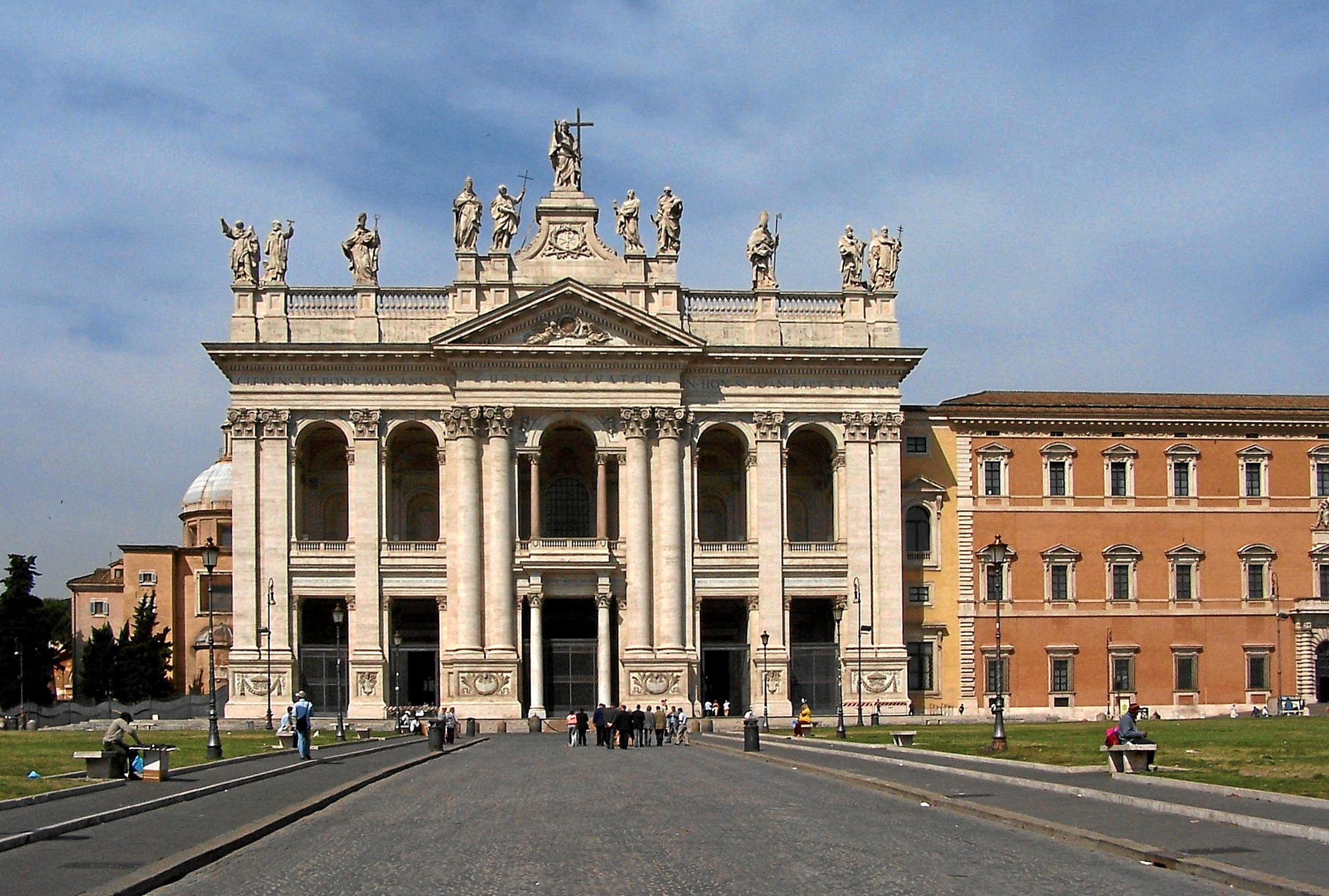
الكنيسة البطريركية للقديس يوحنا لاتران، روما.

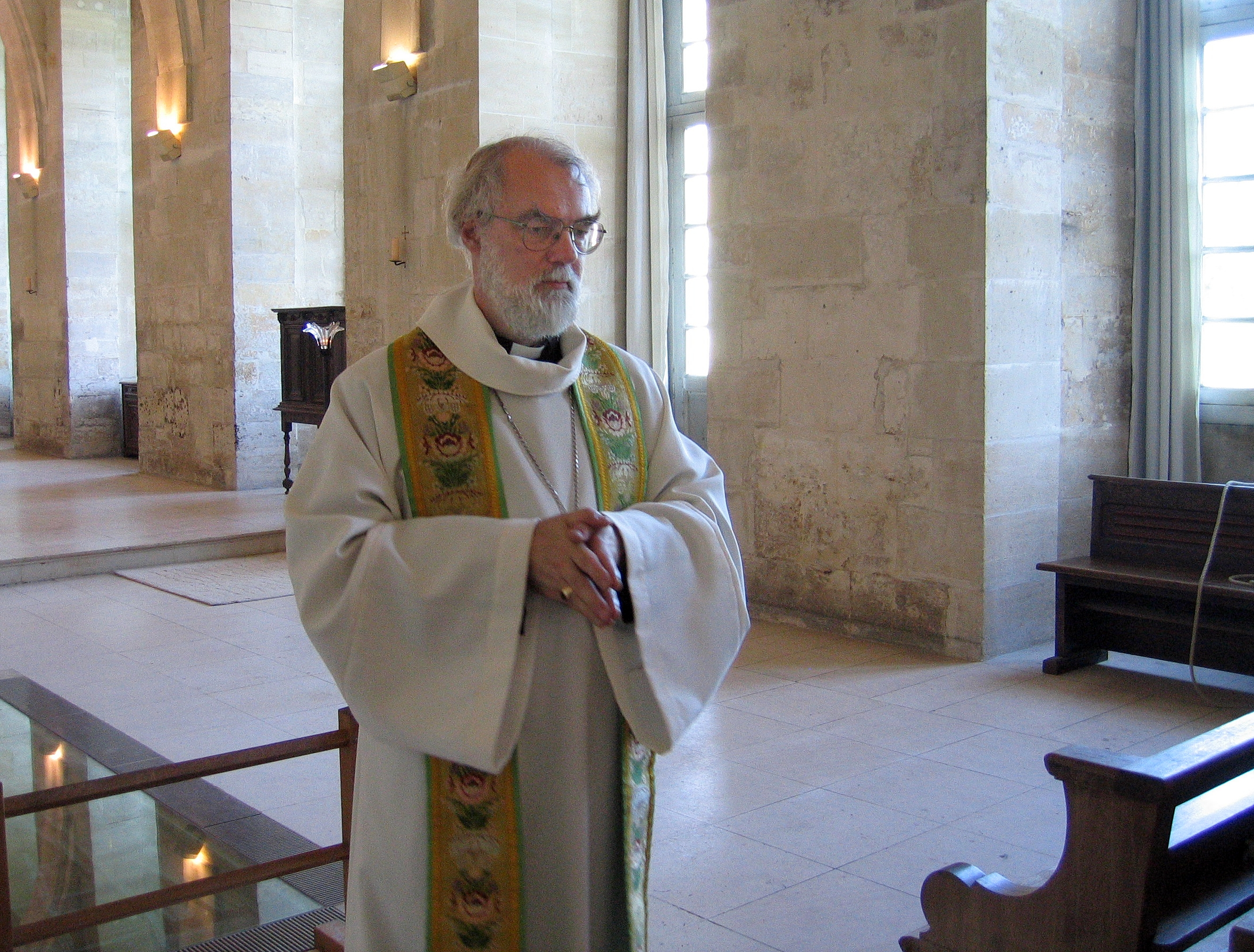
رئيس أساقفة كانتربري السابق، روان ويليامز.

### حكم من رجال الدين

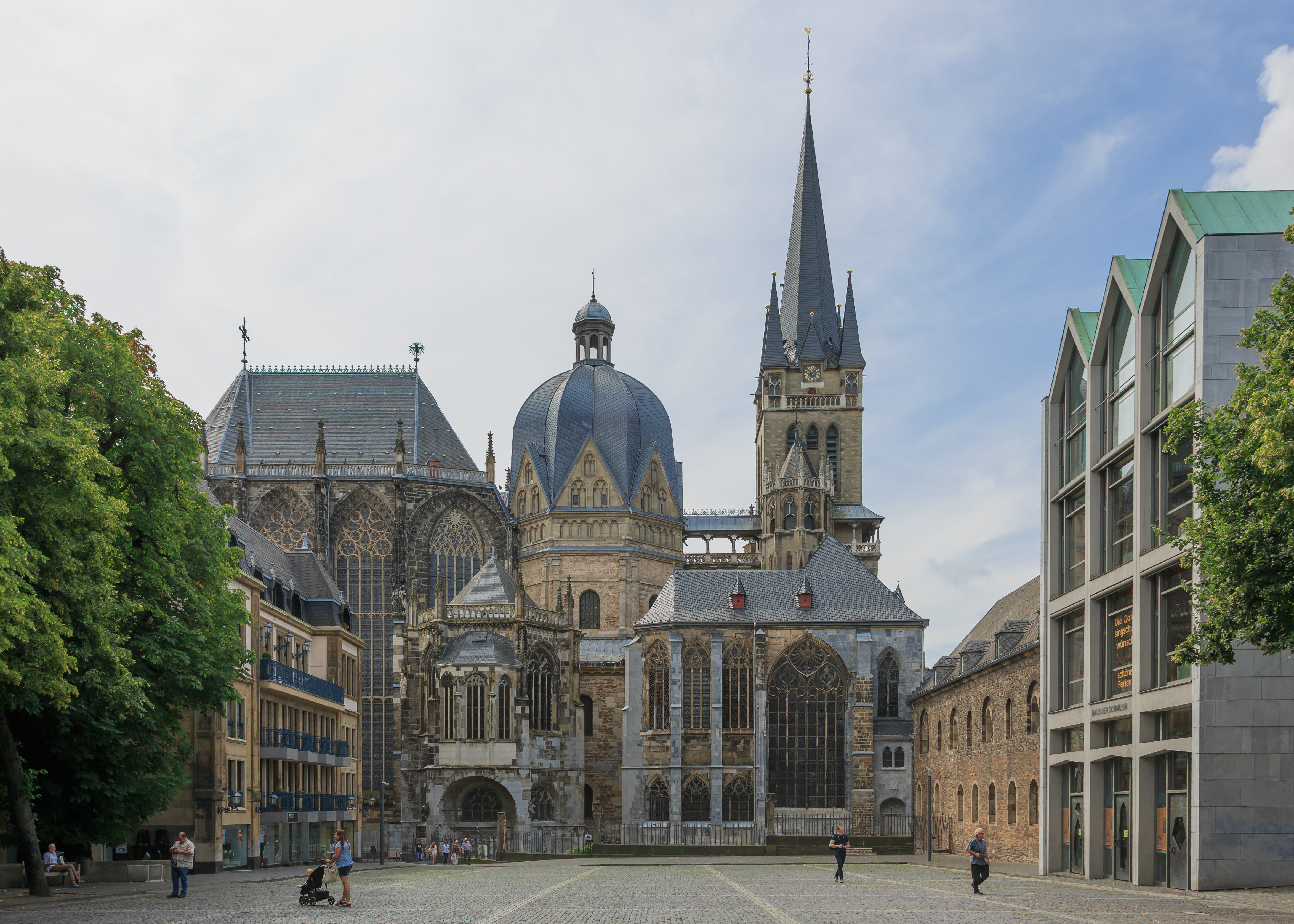
كاتدرائية آخن، ألمانيا، أسسها شارلمان عام 800 بعد الميلاد، مكان تتويج الإمبراطور الروماني المقدس.

#### أوائل العصور الوسطى: المجتمعات الدينية
إن تاريخ جسد رجال الدين المرتبطين بكنيسة الكاتدرائية غامض، وفي كل حالة أثرت الاعتبارات المحلية على تطورها، إلا أن السمات الرئيسية كانت مشتركة إلى حد ما بين الجميع.
في الأصل، شكل الأسقف ورجال الدين في الكاتدرائية نوعًا من المجتمع الديني، والذي، رغم أنه ليس بالمعنى الحقيقي ديرًا، إلا أنه غالبًا ما يُطلق عليه اسم دير، ولم يكن للكلمة المعنى المقيد الذي اكتسبته بعد ذلك. في هذا يكمن سبب الشذوذ الظاهر المتمثل في أن كنائس مثل يورك مينستر وكاتدرائية لينكولن، التي لم يرتبط بها أي رهبان، قد ورثت اسم الوزير أو الدير. في هذه المجتمعات المبكرة، غالبًا ما كان رجال الدين يعيشون منفصلين في مساكنهم الخاصة، ولم يكونوا متزوجين بشكل متكرر.
في القرن الثامن، قام شرودرغ، أسقف ميتز (743-766)، بتجميع مدونة قواعد لرجال الدين في كنائس الكاتدرائية، والتي، على الرغم من قبولها على نطاق واسع في ألمانيا وأجزاء أخرى من القارة، لم تحظ بقبول كبير في إنجلترا.
وفقًا لقاعدة شرودرغ، كان على رجال الدين في الكاتدرائية أن يعيشوا تحت سقف مشترك، ويحتلوا عنبرًا مشتركًا ويخضعون لسلطة ضابط خاص. كان حكم شرودرغ، في الواقع، تعديلًا للحكم البينديكتين. جيسا، وهو من مواليد لورين، وكان أسقف ويلز من 1061 إلى 1088، قدمه إلى إنجلترا، وفرض احتفاله على رجال الدين في كنيسته الكاتدرائية، لكن لم يتم اتباعه لفترة طويلة هناك، أو في أي مكان آخر في إنجلترا.

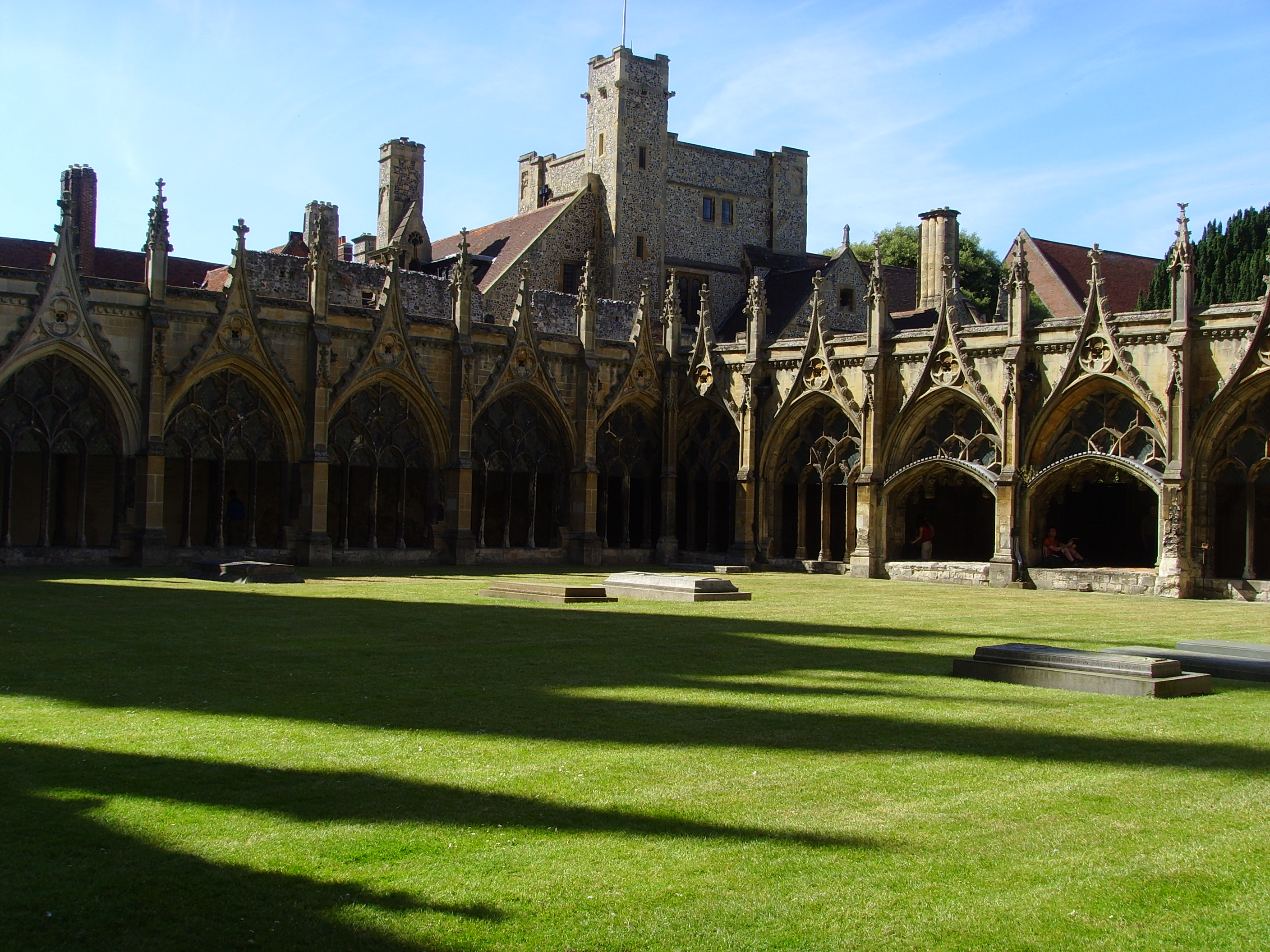
دير كاتدرائية كانتربري مع المباني الرهبانية خلفه

#### أواخر العصور الوسطى: الكاتدرائيات الرهبانية والعلمانية
خلال القرنين العاشر والحادي عشر، أصبح رجال الدين في الكاتدرائية أكثر تنظيمًا وتم تقسيمهم إلى فئتين. أحدهما كان مؤسسة رهبانية لبعض الرهبان المعترف بهم، وغالبًا ما يكون البينديكتين، في حين أن الطبقة الأخرى كانت من كلية من رجال الدين، لا تلتزم بأي عهود باستثناء تلك الخاصة بسيامتهم، ولكنها تحكمها مدونة القوانين أو الشرائع: ومن هنا جاء اسم «الكنسي». وبهذه الطريقة نشأ التمييز بين كنائس الكاتدرائيات الرهبانية والعلمانية. خارج بريطانيا العظمى، لا تُعرف الكاتدرائيات الرهبانية إلا في مونريالي في صقلية وداونباتريك في أيرلندا.
في حالة كنائس الكاتدرائيات الرهبانية، كانت الحكومة الداخلية هي النظام الديني الذي ينتمي إليه الفصل، واحتفظ جميع الأعضاء بإقامتهم الدائمة.
كان البديل عن ذلك هو الكاتدرائية التي يحكمها فصل علماني؛ نشأت كرامات العميد، والعميد، والرئيس، والمستشار، وأمين الصندوق، وما إلى ذلك، من أجل التنظيم والنظام الجيد للكنيسة وخدماتها، في حين أصبح عدم إقامة الشرائع، بدلاً من إقامتها الدائمة، هو القاعدة، وأدى إلى أداء واجباتهم من قبل جسد «الكهنة»، الذين أدوا نيابة عنهم خدمات الكنيسة.

### إعادة تشكيل

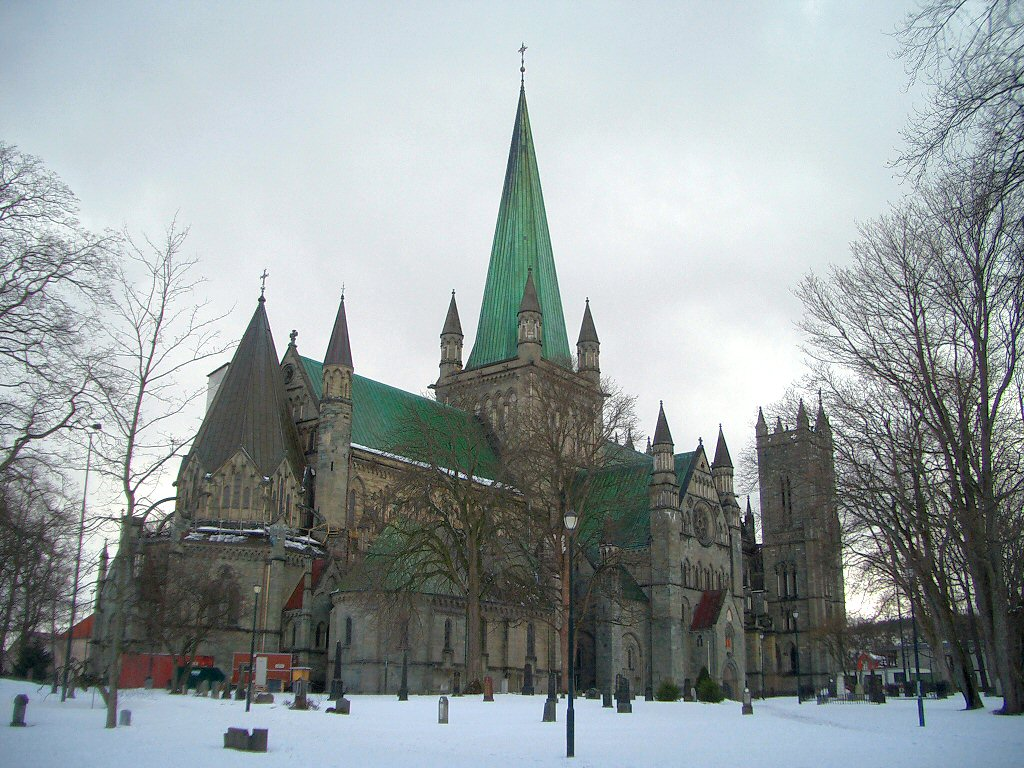
أصبحت كاتدرائية نيداروس، النرويج، اللوثرية في حركة الإصلاح

قبل الإصلاح كانت جميع كاتدرائيات أوروبا الغربية تابعة للكنيسة الرومانية الكاثوليكية. في إنجلترا، تم إعادة تشكيل جزء كبير من هيكل النظام الرهباني والكاتدرائية خلال الإصلاح الإنجليزي. على الرغم من الاحتفاظ بالكاتدرائيات من قبل كنيسة إنجلترا المستقلة والتي تم تأسيسها الآن، فقد تم حل فصول الكاتدرائيات الرهبانية من قبل الملك هنري الثامن، وباستثناء باث وكوفنتري،  أعاد صياغة فصول من القوانين مع عميد مثل الرأس ورجال الدين الآخرين كشرائع ثانوية.
في ألمانيا وأجزاء أخرى من أوروبا، مع انتشار الكنيسة اللوثرية، أصبحت بعض الكنائس القديمة، مثل كاتدرائية نيداروس والنرويج وكاتدرائية لوبيك بألمانيا، مقاعد الأساقفة البروتستانت، كما هو الحال في إنجلترا. تم بناء العديد من الكنائس الجديدة التي تخدم الوظيفة الإدارية الإقليمية للكاتدرائية. ومع ذلك، لا تُعرف جميع الكنائس التي تعمل كمقر للأسقف باسم «الكاتدرائية»، وتختلف العادة من مكان إلى آخر، وفقًا للتقاليد المحلية. تم تصنيف بعضها ببساطة على أنها «كنيسة»، كما يحدث في كنيسة بودولفي، الكاتدرائية اللوثرية في ألبورج في الدنمارك.

### الأدوار

#### عمداء

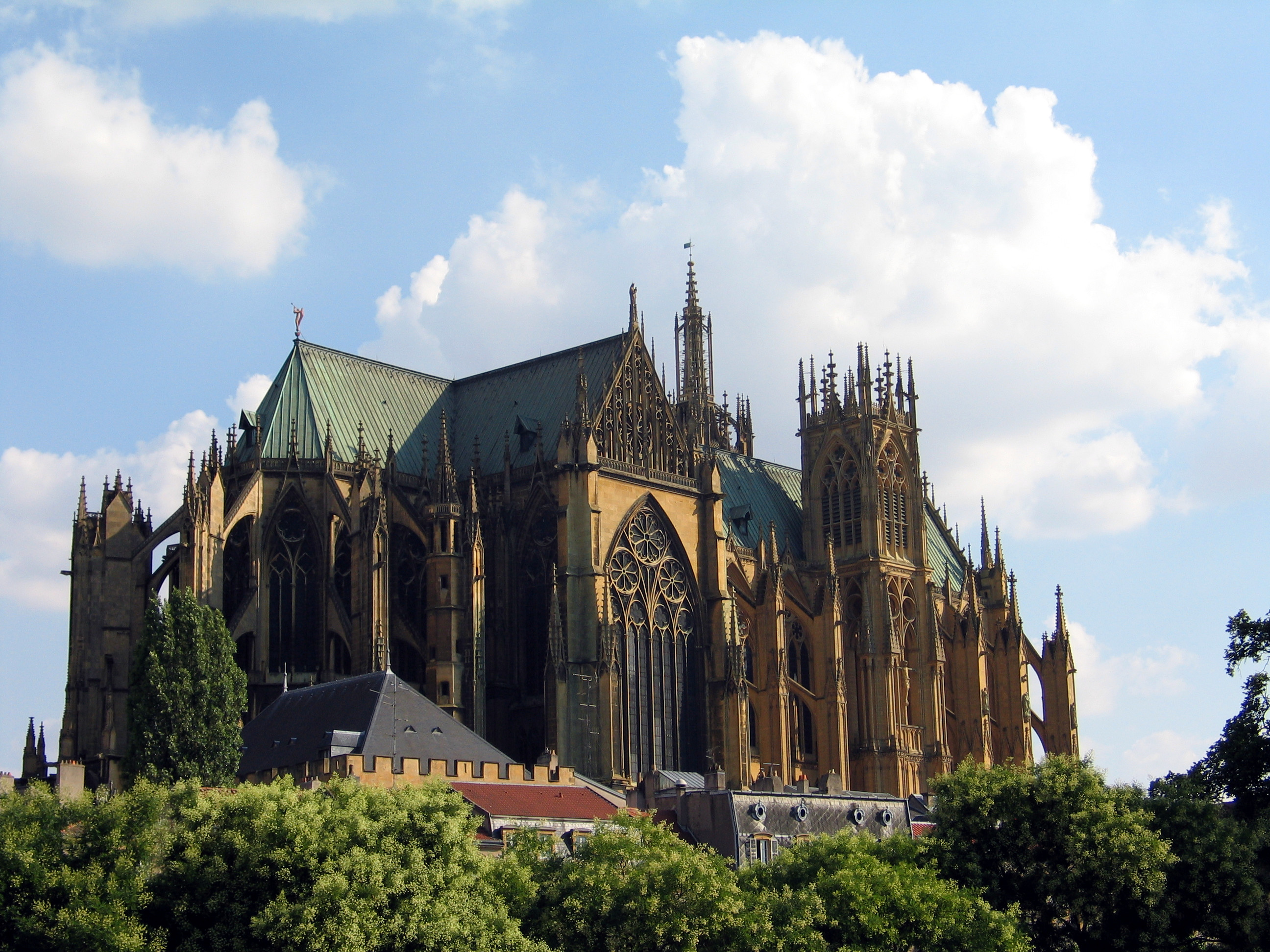
كاتدرائية ميتز، فرنسا، كان يحكمها عميد.

في معظم أنحاء أوروبا، يبدو أن أقدم رئيس للكنيسة العلمانية كان العميد (برايبوسيتوس، بروبست، إلخ)، الذي لم يكن مسؤولاً فقط عن التنظيم الداخلي للكنيسة والإشراف على أعضاء الفرع والسيطرة على الكنيسة. الخدمات، ولكن كان أيضًا الوكيل أو كبير السن لأراضي وممتلكات الكنيسة. غالبًا ما جذب هذا الأخير انتباهه بشكل أساسي، إلى إهمال واجباته المحلية والكنسية، وسرعان ما أثيرت شكاوى من أن العميد كان مختلطًا جدًا في الشؤون الدنيوية، وغالبًا ما يكون غائبًا عن واجباته الروحية.
أدى هذا، في كثير من الحالات، إلى إنشاء ضابط جديد يسمى «العميد»، الذي كان مسؤولاً عن ذلك الجزء من واجبات العميد المتعلقة بالانضباط الداخلي للفصل وخدمات الكنيسة.
في بعض الحالات، تم إلغاء منصب العميد، ولكن في حالات أخرى استمر: العميد، الذي كان أحيانًا رئيسًا للشمامسة أيضًا، بقي رئيسًا للفصل. كان هذا الترتيب متبعًا بشكل شائع في ألمانيا. في إنجلترا كان العميد غير معروف تقريبًا. قدم الأسقف جيزا عميدًا كرئيس لفصل كاتدرائية ويلز، لكن المكتب كان بعد ذلك خاضعًا لكبار الشخصيات وأصبح العميد ببساطة وكيلًا لبعض الأراضي السابقة. كان عميد الكنيسة الجماعية بيفرلي مينستر هو المثال الأبرز لمثل هذا الضابط في إنجلترا، ولكن في بيفرلي كان ضابطًا خارجيًا يتمتع بسلطة في حكومة الكنيسة، ولا يوجد كشك في الجوقة ولا يوجد تصويت في الفصل.
في ألمانيا والدول الاسكندنافية، وفي عدد قليل من كنائس الكاتدرائيات في جنوب فرنسا، كان العميد هو الرئيس العادي لفرع الكاتدرائية، لكن المكتب لم يكن شائعًا في أي مكان آخر. فيما يتعلق بفرنسا، من بين 136 كنيسة كاتدرائية كانت موجودة في الثورة، 38 فقط، وتلك الموجودة على حدود ألمانيا أو في أقصى الجنوب، كان لها رئيس الفصل. في حالات أخرى، كان العميد موجودًا كضابط ثانوي. كان هناك عميدان في أوتون، وكان لدى ليون وشارتر أربعة لكل منهما، وجميعهم ضباط مرؤوسون.

### الفصل العلماني

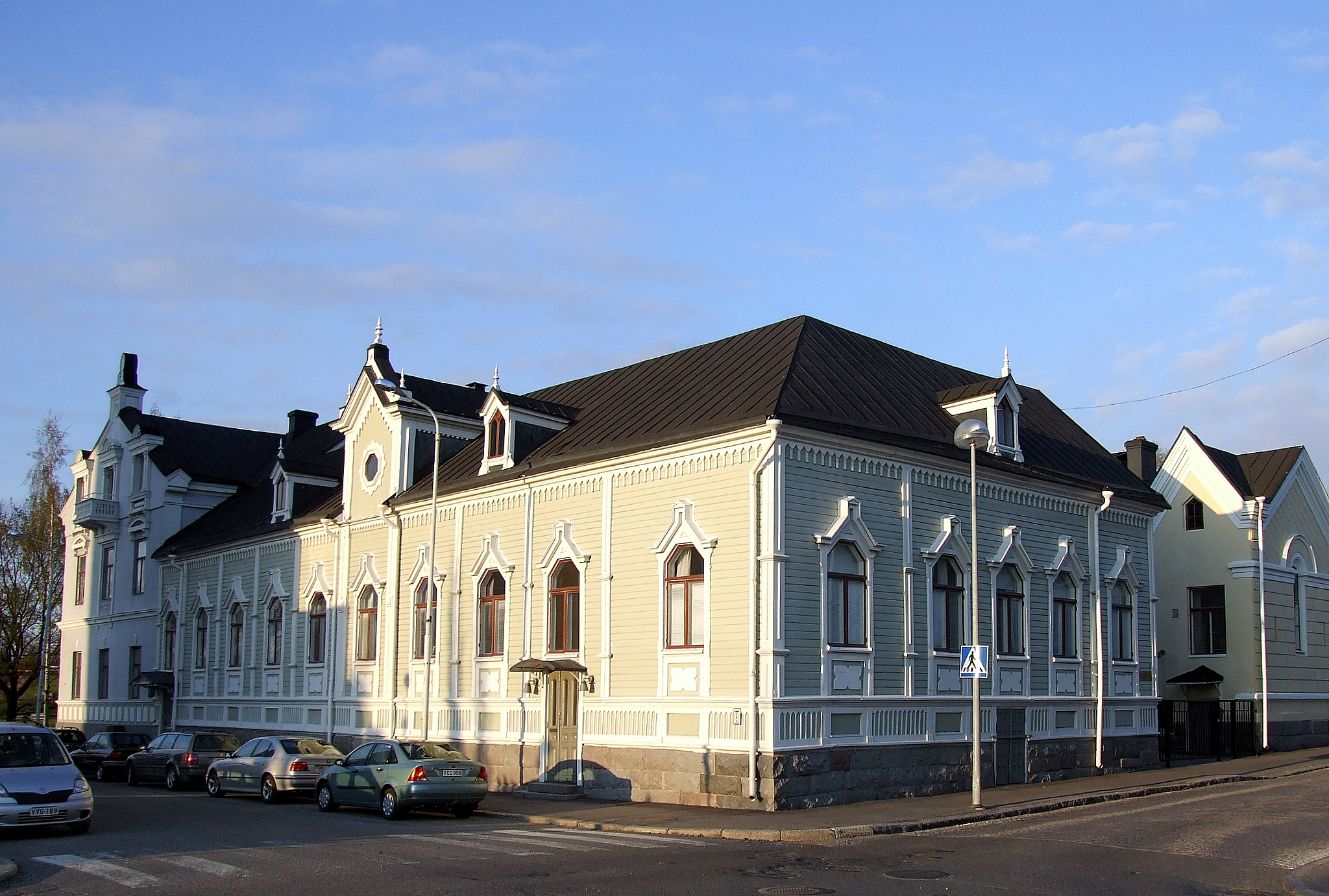
الفصل هاوس بكاتدرائية أولو، فنلندا

يتألف التكوين الطبيعي لفصل الكنيسة الكاتدرائية العلمانية من أربعة شخصيات بارزة (قد يكون هناك المزيد)، بالإضافة إلى الشرائع. هؤلاء هم العميد، والسلف، والمستشار وأمين الصندوق. هؤلاء الأربعة، الذين يشغلون الأكشاك الركنية الأربعة في الجوقة، يُطلق عليهم في العديد من التشريعات اسم الشخصيات الرئيسية للكنيسة.

#### العمداء
يبدو أن دور العميد (من الديكانوس) قد اشتق تعيينه من "العميد" البينديكتيني الذي كان لديه عشرة رهبان تحت مسؤوليته. ظهر دور العميد لتوفير مكان العميد في الإدارة الداخلية للكنيسة والفصل. في إنجلترا، كان يرأس كل كنيسة كاتدرائية علمانية عميدًا تم انتخابه في الأصل من قبل الفصل وأكده الأسقف في منصبه. العميد هو رئيس الفصل، وداخل الكاتدرائية مسؤول عن أداء الخدمات، مع أخذ أجزاء محددة منها بموجب القانون في المهرجانات الرئيسية. يجلس العميد في الكشك الرئيسي في الجوقة، والذي يكون عادةً في الطرف الغربي من الجانب الجنوبي.

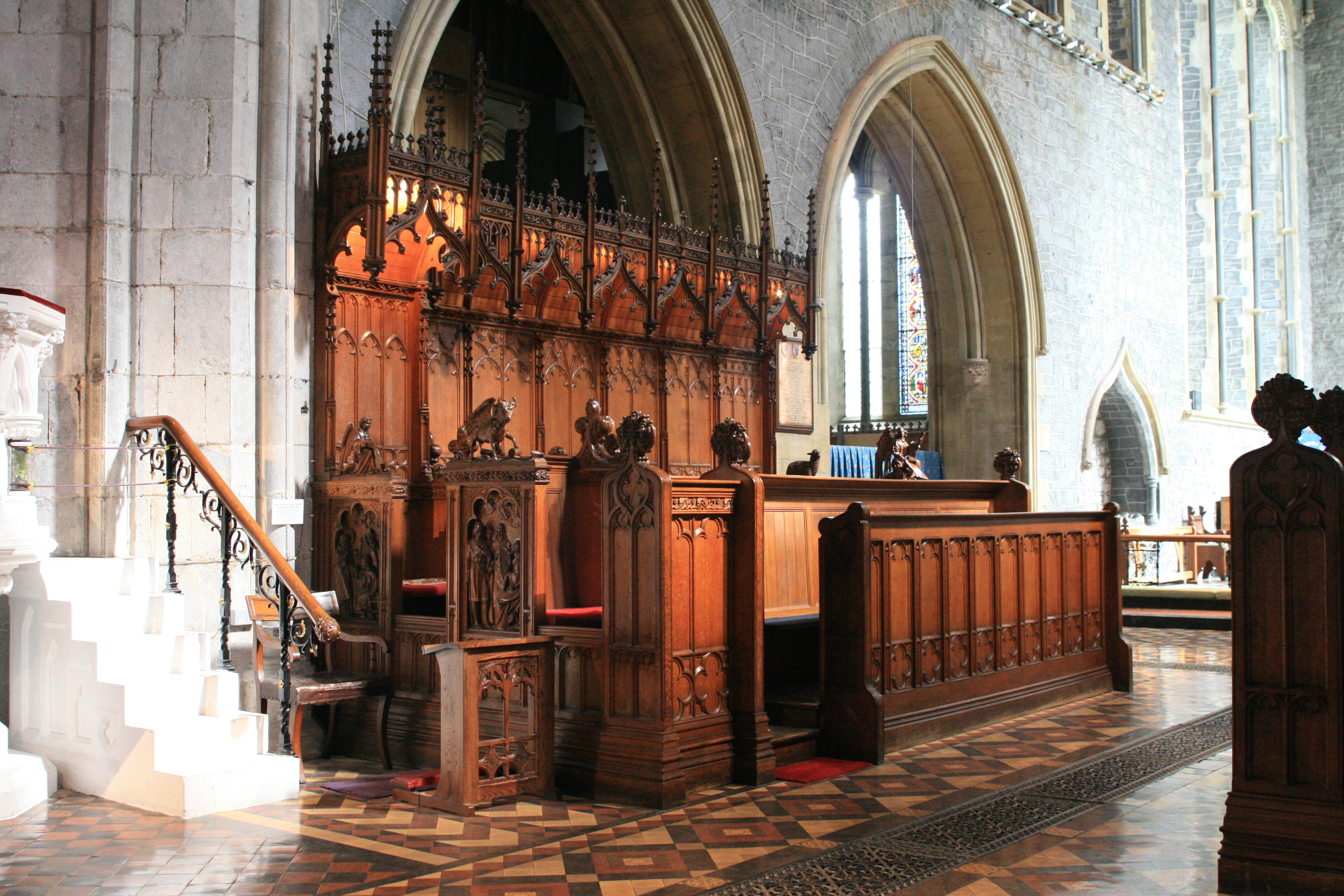
أكشاك كاتدرائية سانت كانيس، كيلكيني، أيرلندا، تُظهر عرش الأسقف ومقصورة القسيس.

#### أسلاف
بجانب العميد (كقاعدة عامة) هو الحاكم (بريميريوس، كانتور، إلخ)، الذي يتمثل واجبه الخاص في تنظيم الجزء الموسيقي من الخدمات. يترأس رئيس الكنيسة في غياب العميد، ويحتل الكشك المقابل على الجانب الشمالي، على الرغم من وجود استثناءات لهذه القاعدة، حيث، كما هو الحال في سانت بول، يحتل رئيس شمامسة مدينة الكاتدرائية المرتبة الثانية ويحتل ما هو عادة السابق المماطلة.

#### المستشارون
الشخصية الثالثة هي المستشار (سكولاستيكوس، إيكولتر، كابيسكوب، ماجيسترال، إلخ)، الذي لا يجب الخلط بينه وبين مستشار الأبرشية. مستشار الكنيسة الكاتدرائية مكلف بالإشراف على مدارسها، ويجب أن يقرأ محاضرات الألوهية، ويشرف على المحاضرات في الجوقة ويصحح القراء القذرين. غالبًا ما يكون المستشار هو سكرتير وأمين مكتبة الفصل. في حالة عدم وجود العميد والمدير، يكون المستشار هو رئيس الفصل، وعادة ما يتم تخصيص الكشك في أقصى الشرق داخل الكاتدرائية، على جانب عميد الجوقة.

#### أمناء الخزانة
الشخصية الرابعة هي أمين الصندوق (التكلفة- ساريسلا) الذي هو الوصي على القماش، وجميع أثاث الكنيسة وزخارفها، وكان مهمته توفير الخبز والنبيذ للقربان المقدس، والشموع والبخور. كما نظم أمين الصندوق مسائل مثل رنين الأجراس. كشك امين الصندوق هو عكس كشك المستشار.

#### رجال دين آخرون

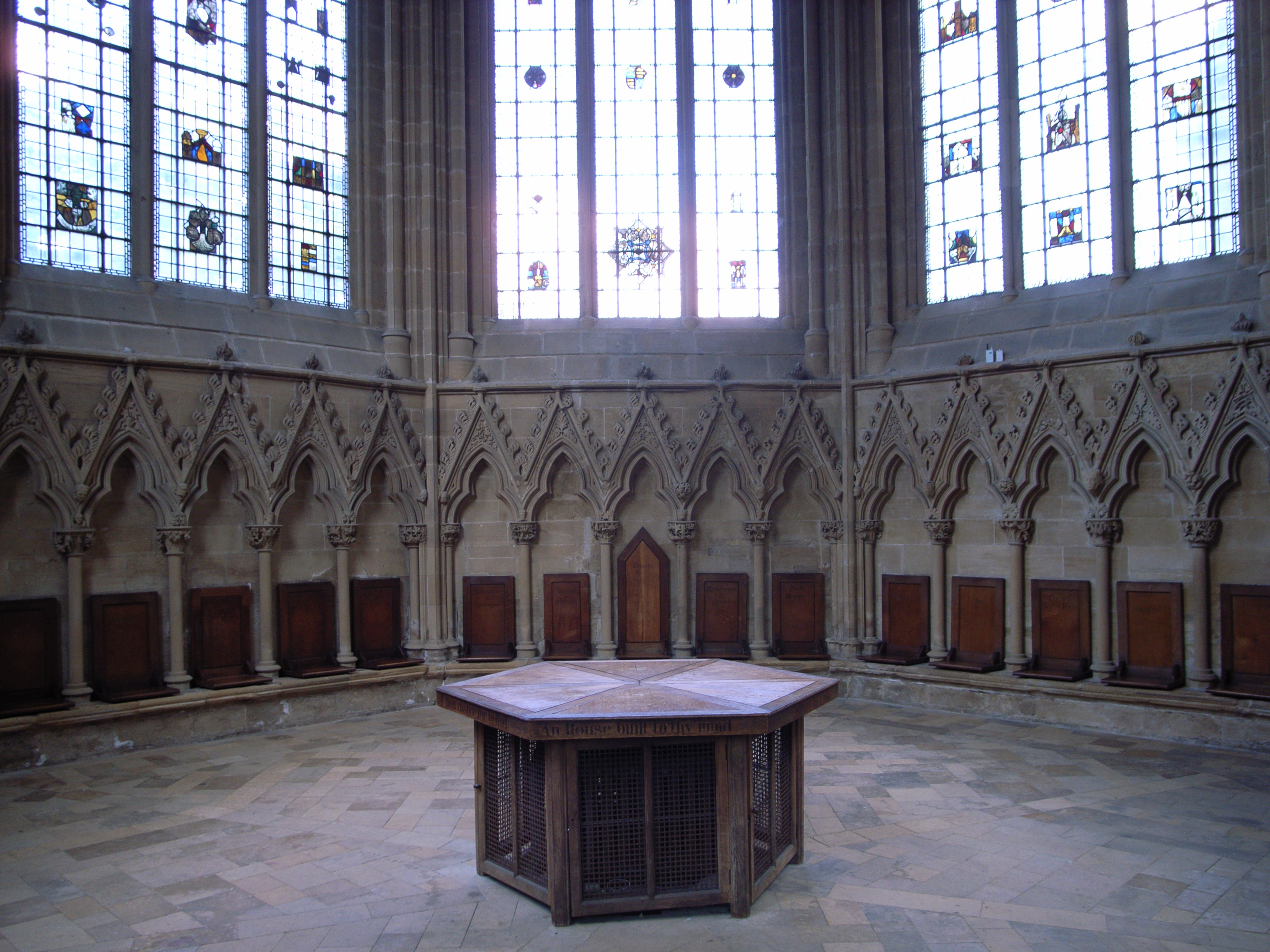
داخل منزل الفصل في كاتدرائية ساوثويل، إنجلترا.

في العديد من كنائس الكاتدرائيات، هناك شخصيات إضافية، مثل رئيس البرلمان، ونائب رئيس الجامعة، ونائب المستشار، وعصارة كانونيكوروم، وغيرهم، الذين ظهرت أدوارهم لتزويد أماكن كبار الشخصيات الغائبين الآخرين، لأن عدم الإقامة كان لطخة قاتلة من الكنائس العلمانية، وفي هذا تناقضت بشدة مع الكنائس الرهبانية، حيث كان جميع أعضائها في إقامة مستمرة. إلى جانب الشخصيات المرموقة، كانت هناك الشرائع العادية، التي كان لكل منها، كقاعدة عامة، منحة أو هبة منفصلة، إلى جانب تلقي نصيبه من الأموال المشتركة للكنيسة.
بالنسبة للجزء الأكبر، أصبحت الشرائع أيضًا بسرعة غير مقيمة، مما أدى إلى التمييز بين الشرائع السكنية وغير المقيمة، حتى أصبح عدد الشرائع المقيمة في معظم الكنائس محدودًا بالتأكيد من حيث العدد، والشرائع غير المقيمة، والتي لم يعد يشترك في الصناديق المشتركة، وأصبح يُعرف عمومًا باسم ما قبل البينداري فقط، على الرغم من عدم إقامتهم، لم يفقدوا مركزهم كقوانين، واحتفظوا بأصواتهم في الفصل مثل الآخرين.

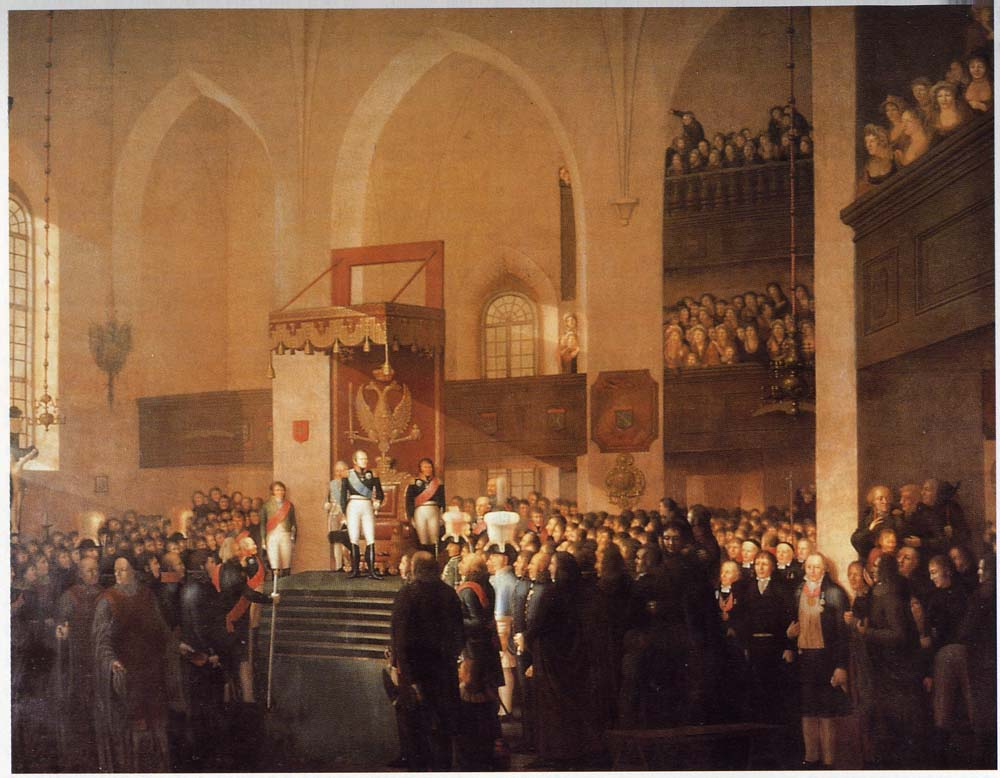
تشتهر كاتدرائية بورفو التي تعود للقرن الخامس عشر في بورفو بفنلندا تمامًا من حمية بورفو، عندما منح القيصر الإسكندر الأول من الإمبراطورية الروسية فنلندا وضع الدوقية الكبرى في عام 1809.

أدى نظام عدم الإقامة هذا أيضًا إلى إنشاء جوقة نواب، كل قانون له نائب خاص به، يجلس في كشكه في غيابه، وعندما كان القانون موجودًا، في الكشك أدناه مباشرة، في الشكل الثاني. لم يكن للنائب مكان أو تصويت في الفصل، وعلى الرغم من أنه كان غير قابل للإزالة باستثناء الجرائم، إلا أنهم كانوا خدام شرائعهم الغائبة الذين احتلوا أكشاكهم، والذين أدوا واجباتهم. خارج بريطانيا كانوا يطلق عليهم في كثير من الأحيان ديمي ما قبل البينداري. مع مرور الوقت، تم دمج النواب أنفسهم في كثير من الأحيان كنوع من الفصل الأصغر، أو الكلية، تحت إشراف العميد والفصل.

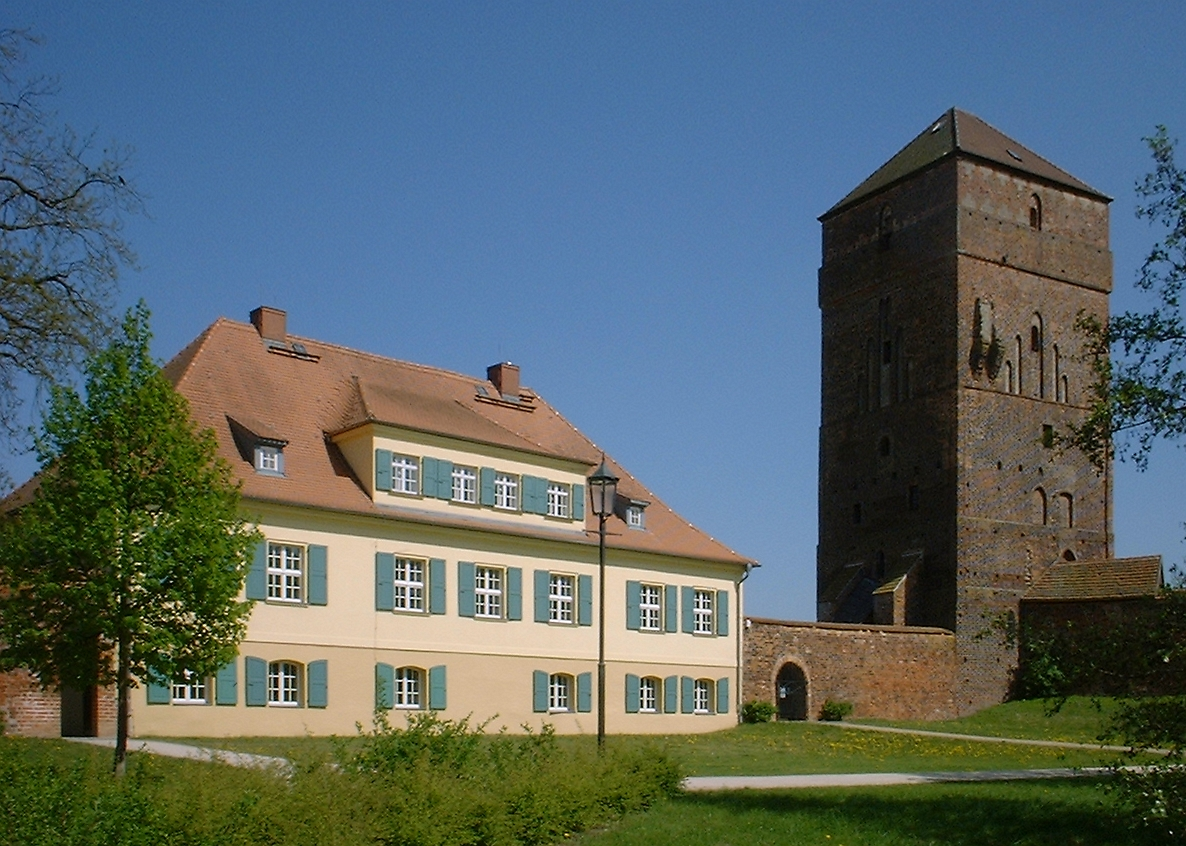
قصر أساقفة هافيلبيرج في ويتستوك بألمانيا.

#### علاقة الفصل والأسقف
لم يكن هناك تمييز بين فصول الكاتدرائية الرهبانية وتلك الخاصة بالشرائع العلمانية في علاقتها بالأسقف أو الأبرشية. في كلتا الحالتين، كان الفصل هو مجلس الأسقف الذي كان ملزمًا باستشارته في جميع الأمور المهمة، وبدون القيام بذلك لا يمكنه التصرف. وبالتالي، فإن قرارًا قضائيًا من الأسقف يحتاج إلى تأكيد الفصل قبل أن يتم تنفيذه. لم يستطع تغيير كتب الخدمة، أو «استخدام» الكنيسة أو الأبرشية، دون موافقة مبدئية، وهناك أعمال أسقفية، مثل تعيين مستشار أبرشية، أو نائب عام، والتي لا تزال بحاجة إلى تأكيد من قبل الفصل، ولكن أصبحت النظرية الأقدم للفصل بصفته مجلسًا للأسقف في حكم الأبرشية شيئًا من الماضي في أوروبا.
بصفته الشركة، يتولى هذا الفصل المسؤولية عن أبرشية شاغرة. ولكن في إنجلترا (باستثناء ما يتعلق بسالزبري ودورهام)،  لم يتم الحصول على هذه العادة مطلقًا، حيث تولى رئيس الأساقفة، منذ زمن بعيد، مسئولية الأبرشيات الشاغرة في مقاطعاتهما. ومع ذلك، عندما يكون أي من أراعي كانتربري أو يورك شاغرًا، فإن فصول تلك الكنائس تتولى المسؤولية، ليس فقط عن الأبرشية، ولكن أيضًا في المقاطعة، وبالتالي، بالمناسبة، أي من أبرشيات المقاطعة التي قد تكون شاغرة في نفس الوقت.

## وظائف الكاتدرائية

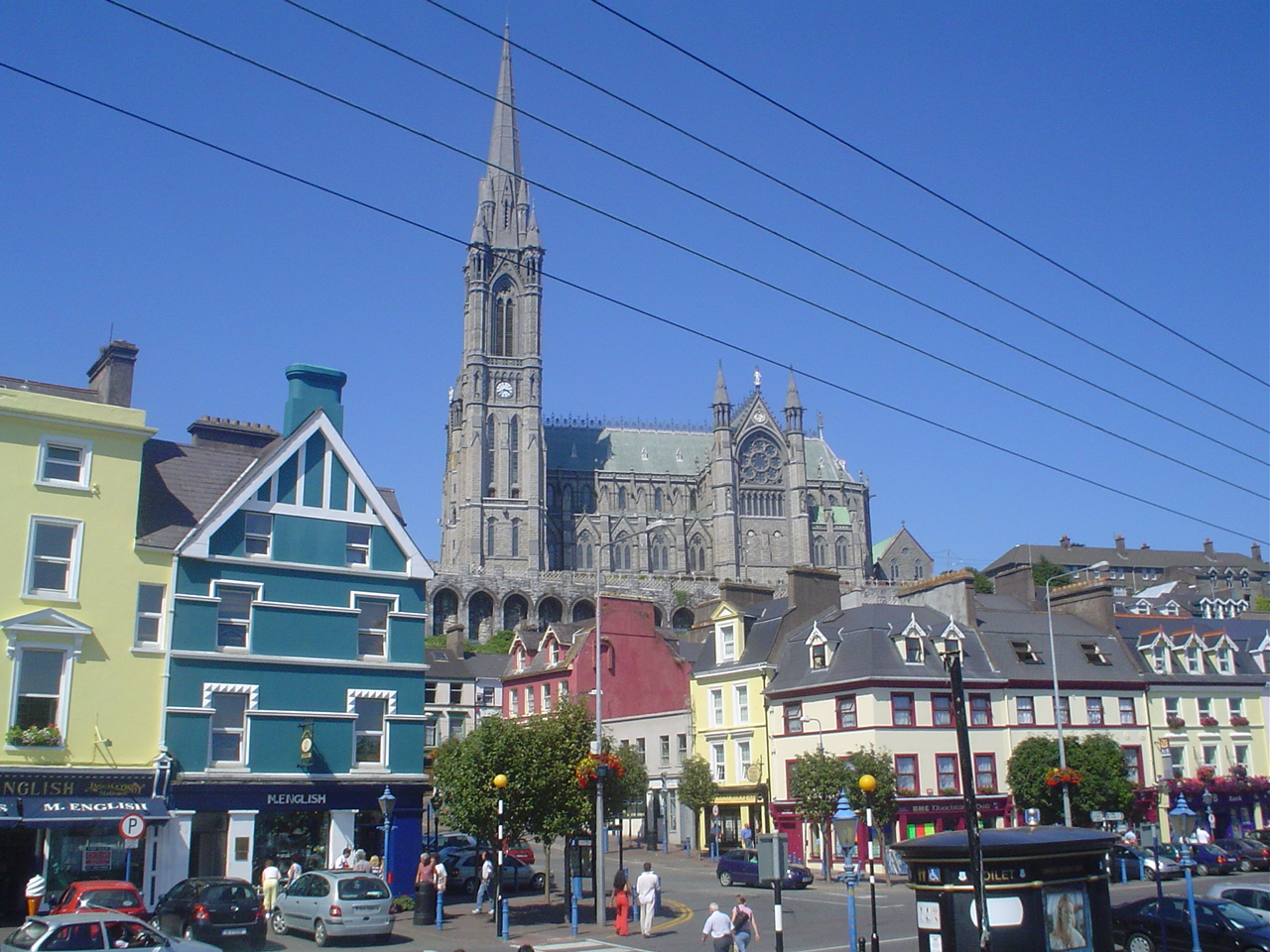
العديد من الكاتدرائيات هي معالم مهمة. كاتدرائية كوبه، أيرلندا، ترتفع فوق المدينة.

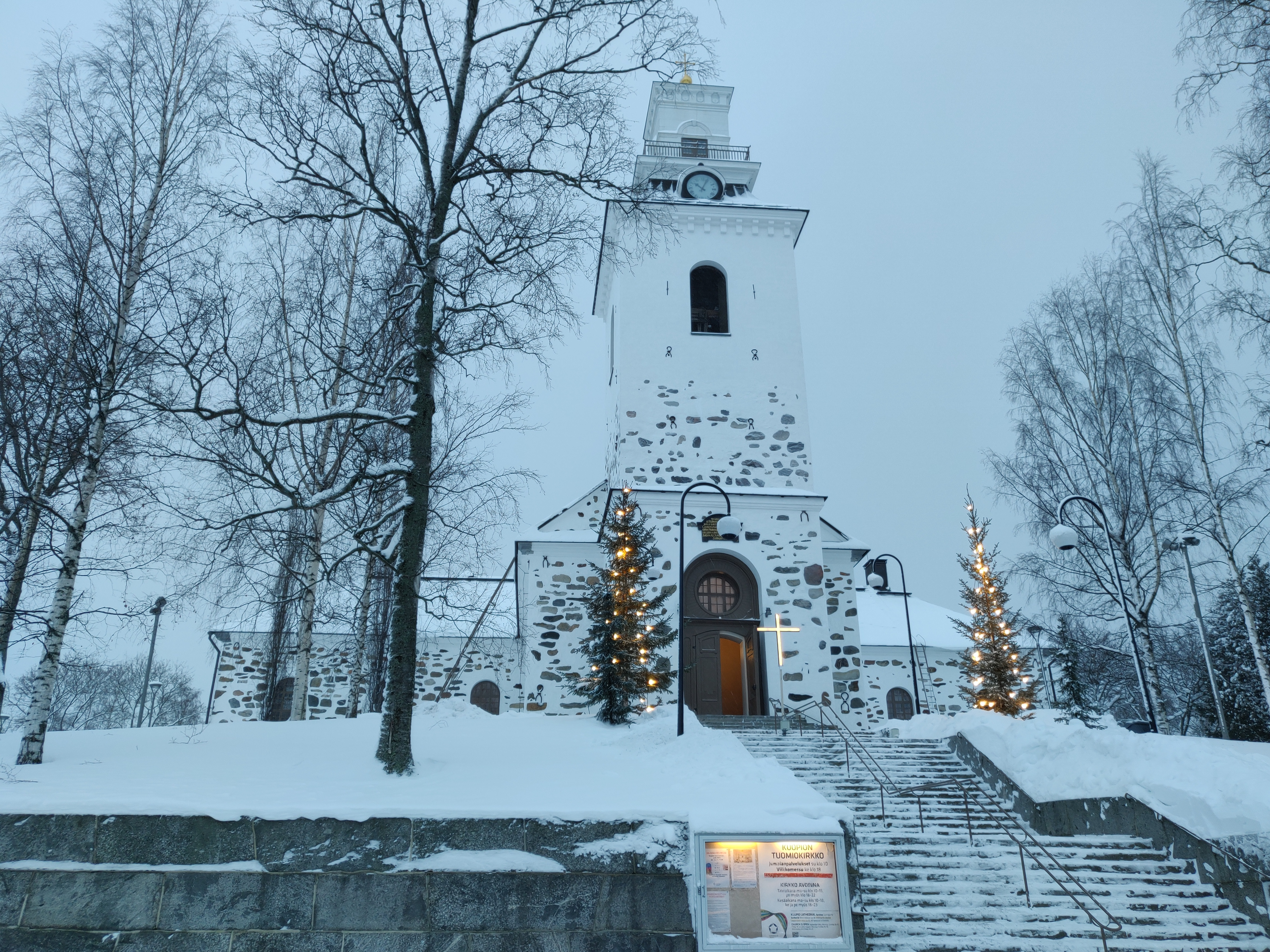
بنيت في بداية القرن التاسع عشر، تعد كاتدرائية كوبيو الكلاسيكية الجديدة واحدة من أهم المعالم في كوبيو، والتي تم تخليدها أيضًا في شعار النبالة للمدينة. صورة الكاتدرائية في شتاء 2019.

يتمثل دور الكاتدرائية بشكل أساسي في خدمة الله في المجتمع، من خلال موقعها الهرمي والتنظيمي في هيكل الكنيسة. المبنى نفسه، بحضوره المادي، يرمز إلى مجد الله والكنيسة. الكاتدرائية وأسقفها وكبار الشخصيات لها وظائف تقليدية معظمها دينية بطبيعتها، ولكنها قد ترتبط ارتباطًا وثيقًا بالحياة المدنية والمجتمعية للمدينة والمنطقة.

### الوظائف الرمزية للمبنى
غالبًا ما تكون الكاتدرائية هي أكثر المباني فخامة وواحدة من أقدم المباني في بلدتها. قد لا يتناسب الحجم الكبير وروعة الكاتدرائية مع المدينة نفسها. يُنظر إلى الأموال والمواهب التي يتم إنفاقها على المبنى على أنها إكرام لله، وقد تُظهر أيضًا إخلاص ومكانة الرعاة.
غالبًا ما تتجه الكاتدرائيات شرقًا / غربًا، بحيث ينظر المصلون نحو شروق الشمس، رمزًا للمسيح القائم من بين الأموات. غالبًا ما يحتوي الشكل المعماري للمبنى على مخطط أرضي للصليب. هذا الشكل وظيفي ورمزي في آن واحد، تشير رمزيته إلى الصليب الذي صلب عليه يسوع. هذا النموذج وظيفي من الناحية الليتورجية لأنه يسمح بتقسيم المبنى إلى أقسام حيث تتم أنشطة مختلفة، أو يشغلها أشخاص مختلفون، مثل الإكليروس والجوقة والعلمانيين.

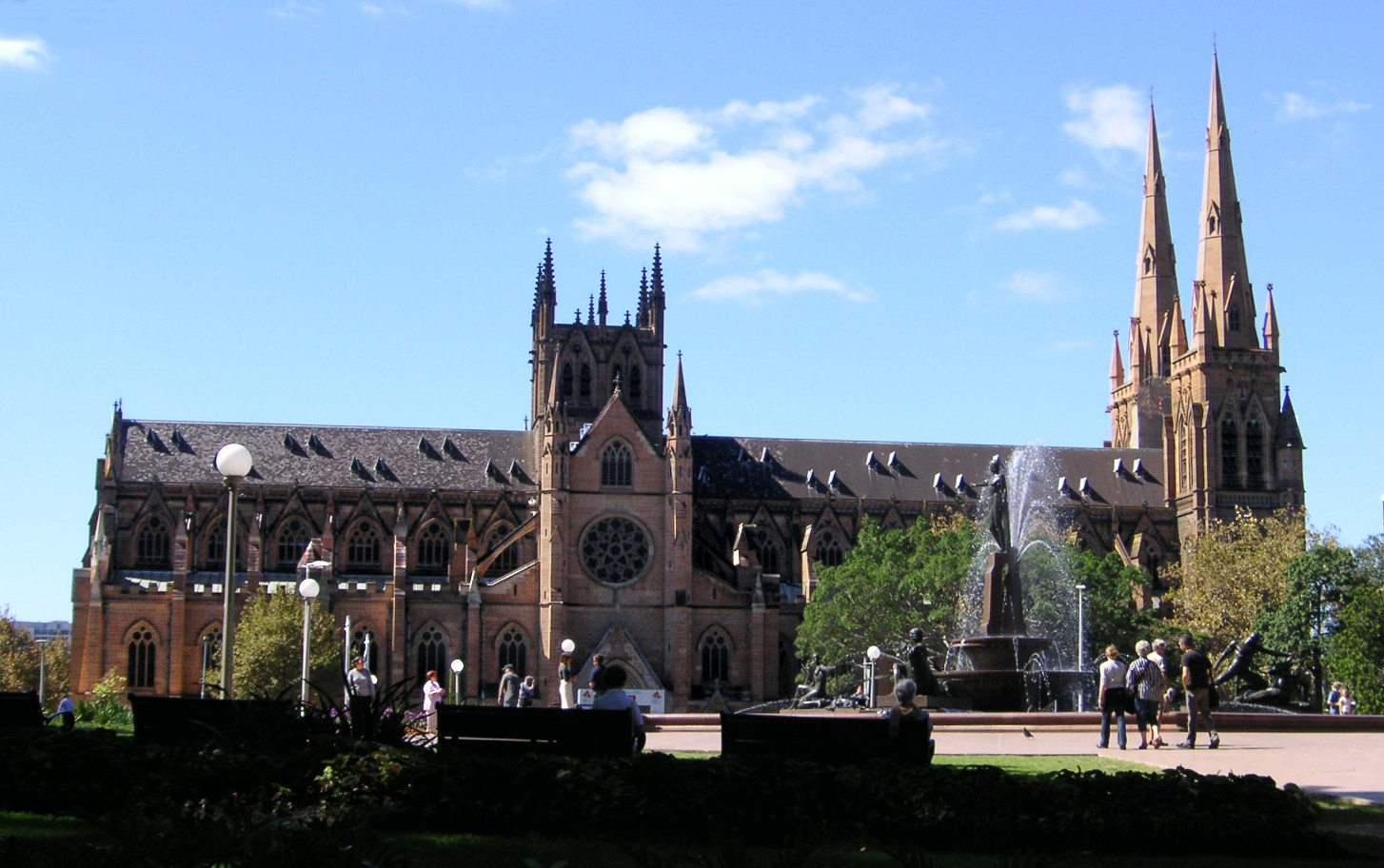
كاتدرائية سانت ماري، سيدني لديها خطة نموذجية على شكل صليب.

يُطلق على الجسم الرئيسي للمبنى، الذي يصنع ذراع الصليب الأطول، صحن الكنيسة، حيث يتجمع المصلون؛ المصطلح من الكلمة اللاتينية للسفينة. الكاتدرائية هي رمزياً سفينة تحمل شعب الله خلال عواصف الحياة. تُستخدم صحن الكنيسة أيضًا في المواكب الكبرى، التي تتجمع أو تدخل من الباب الأبعد (يُطلق عليه عمومًا اسم الباب الغربي). تسهل الممرات الموجودة على كل جانب من صحن الكنيسة حركة الأشخاص داخل المبنى، دون إزعاج المصلين في الفضاء المركزي.
يطلق على أذرع الصليب اسم جناح (كنيسة) وغالبًا ما تحتوي على عدد من المصليات. أبعد ما يكون عن المدخل الرئيسي هو المكان المقدس حيث يوضع القربان المقدس على المذبح أو طاولة القربان للتكريس. «الحرم» يعني «المكان المقدس». انتقلت الكلمة إلى اللغة الإنجليزية الحديثة مع تغيير المعنى لأن المجرم الذي يمكنه الوصول إلى هذه المنطقة دون أسره قد تم منحه بذلك ملاذًا للكنيسة.
ترمز مباني الكاتدرائية لتقاليد أوروبا الغربية إلى تقدم الروح المسيحية نحو الخلاص. تم التخطيط مركزيًا للعديد من الكاتدرائيات ذات التقاليد الأوروبية الشرقية. هذه الكنائس دائما تقريبا مقببة. إن الرمزية في هياكل الكاتدرائية هذه هي من التسلسل الهرمي للأرض والسماء، وغالبًا ما تكشف عن معناها من خلال الزخرفة الداخلية للمبنى باللوحات الجدارية أو الفسيفساء.

### وظائف دينية

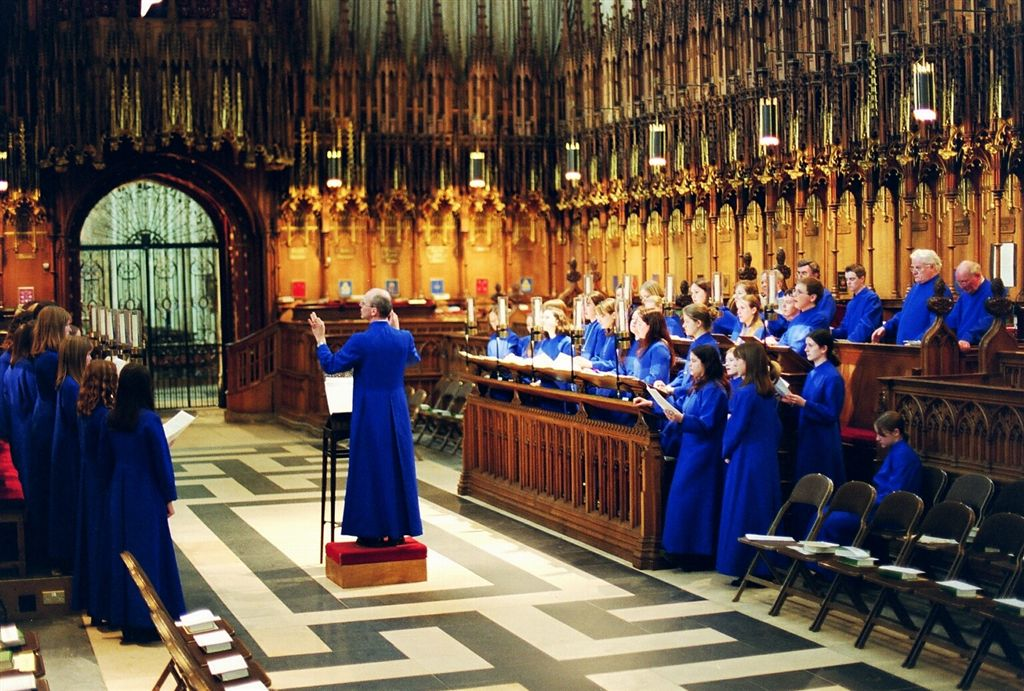
تعد الموسيقى جزءًا مهمًا من خدمات الكاتدرائية. تمرين الكورال في يورك مينستر، إنجلترا.

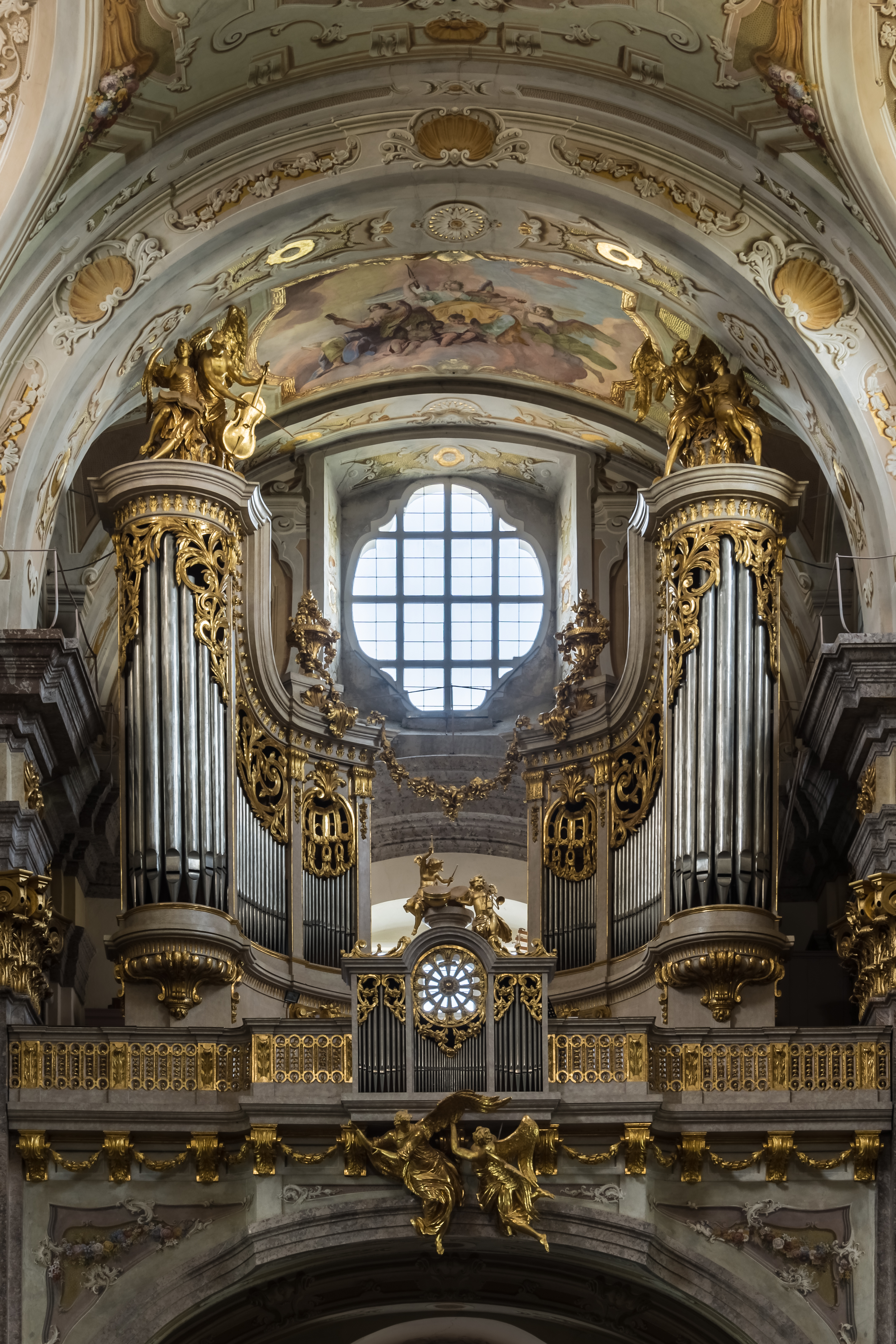
عضو كنيسة زونتاجبرج، النمسا السفلى

بصرف النظر عن وظيفتها التنظيمية كمقر للأسقف، ومكان اجتماع لفصل الأبرشية، فإن للكاتدرائية وظيفة ليتورجية في تقديم الخدمات الكنسية اليومية. تحتوي معظم الكاتدرائيات على ثلاث خدمات عبادة على الأقل كل يوم، وغالبًا ما تتخذ شكل صلاة، والتواصل المقدس، والخدمة المسائية التي غالبًا ما يغنيها رئيس الكنيسة والجوقة. غالبًا ما تكون هناك خدمات إضافية يوم الأحد. تحتوي الكاتدرائيات عمومًا على منطقة مخصصة لأداء خدمات الكورال ومقاعد مخصصة للجوقة وكبار الشخصيات في الكنيسة والمدينة. يُطلق على هذا الجزء من المبنى اسم الجوقة أو كوير، ويقع عمومًا بين الحرم وصحن الكنيسة. نظرًا لأن الموسيقى غالبًا ما تلعب دورًا مهمًا في أداء الليتورجيا، فإن الكاتدرائيات لديها عمومًا آلة الأرغن المصاحبة للجوقة.

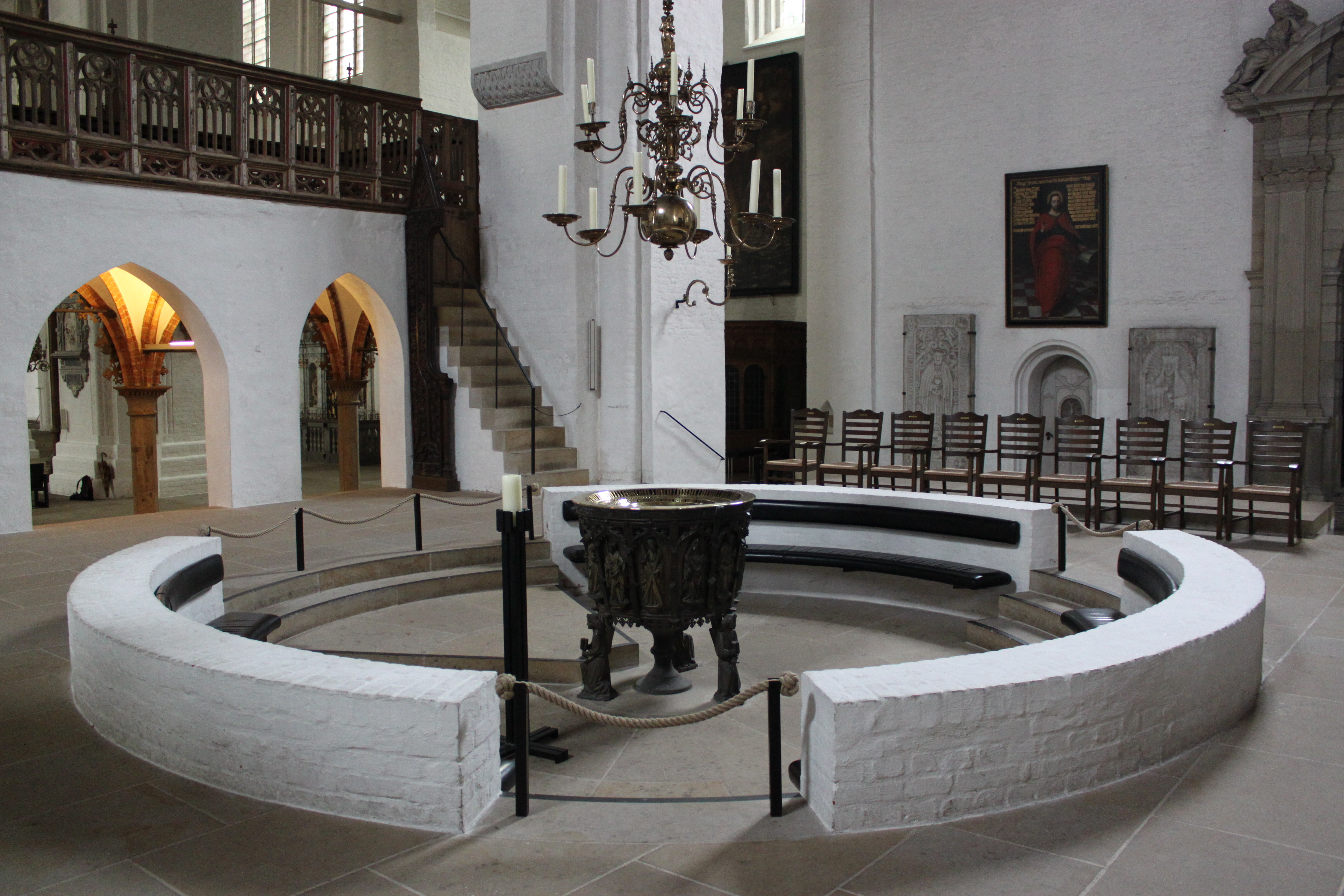
جرن المعمودية في كاتدرائية لوبيك، ألمانيا

الكاتدرائيات دائما أن يكون خط الحوض أو الماء الذي طقوس التعميد يتم تنفيذ، حيث يتم قبول الشخص رسميا في الكنيسة المسيحية. غالبًا ما يتم وضع الخط نحو الباب لأن المعمودية تعني الدخول إلى مجتمع الكنيسة. في بعض الكاتدرائيات، وخاصة في إيطاليا، يتم أداء طقوس المعمودية في مبنى منفصل.
من وظائف الكاتدرائية قراءة الكتاب المقدس وشرحه. تحتوي الكاتدرائية بشكل عام على منبر يُقرأ منه الكتاب المقدس. غالبًا ما يتخذ هذا شكل نسر من النحاس الأصفر أو الخشب المنحوت الذي يدعم الكتاب على أجنحته الممدودة وهو رمز يوحنا الإنجيلي. ومع ذلك، تحتفظ بعض الكاتدرائيات بهياكل العصور الوسطى المتقنة على جانبي الكنيسة، أحدهما لقراءة الإنجيل والآخر لقراءة الرسالة.
يتم تنفيذ وظيفة شرح الكتب المقدسة بشكل تقليدي من المنبر، والتي يتم إنشاؤها بشكل عام بطريقة يتم فيها عرض صوت الواعظ على المصلين. غالبًا ما يتم تزيين المنبر بأشكال مجنحة لرجل وأسد وثور ونسر، يمثلون كتاب الإنجيل، متى ومرقس ولوقا ويوحنا.
تتبع الخدمات التي تقام داخل الكاتدرائية دورة سنوية. تحدد القراءات الكتابية المحددة لكل يوم من أيام السنة الكنسية نمطًا يتناوب فيه فترات من التأمل والتوبة مع فترات الاحتفال، ويتخللها الاحتفالان العظيمان بعيد الميلاد وعيد الفصح.
العديد من الكاتدرائيات هي أماكن حج يسافر إليها الناس من أجل عبادة أو تكريم شيء مقدس أو ذخائر القديس. يُنظر إلى العديد من الكاتدرائيات على أنها أماكن قدمت تجارب دينية مجزية، حيث تم الرد على الصلوات أو حدثت المعجزات. كان الحج شائعًا بشكل خاص في أواخر العصور الوسطى. تستمر بعض الكاتدرائيات مثل سانتياغو دي كومبوستيلا في جذب الحجاج.

### الوظائف المدنية والاجتماعية

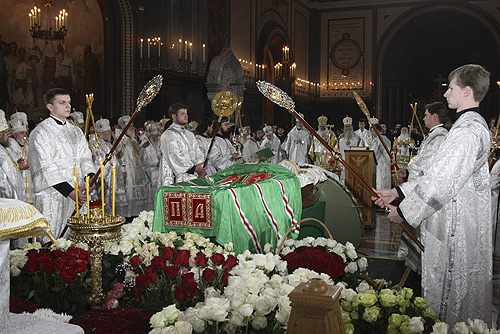
تشييع جنازة البطريرك أليكسي الثاني في كاتدرائية المسيح المخلص بموسكو

ترتبط خدمات الكاتدرائية الرسمية بدورة العام وتستجيب لفصول نصف الكرة الشمالي، عيد الميلاد في الشتاء وعيد الفصح في الربيع. غالبًا ما تقيم الكاتدرائيات خدمة عيد الشكر تسمى مهرجان الحصاد في الخريف.
غالبًا ما يتم الاحتفال بالمواليد والزواج والوفيات من خلال الخدمات في الكاتدرائيات وغالبًا ما تعمل الكاتدرائية كمستودع للتاريخ المحلي من خلال تسجيل هذه الأحداث. تحتفل الكاتدرائية بأوقات الاحتفال المدني الوطني والمحلي والحزن بخدمات خاصة. تقام جنازات مشاهير المجتمع في الكاتدرائيات. غالبًا ما يتم دفن الأشخاص الذين خدموا المجتمع أو الكنيسة داخل الكاتدرائية التي يرتبطون بها. بدلاً من ذلك، يمكن إحياء ذكرى هم من خلال نصب تذكاري. بعض الكاتدرائيات، مثل آخن وريمس هي أماكن تتويج تقليدية للملوك.

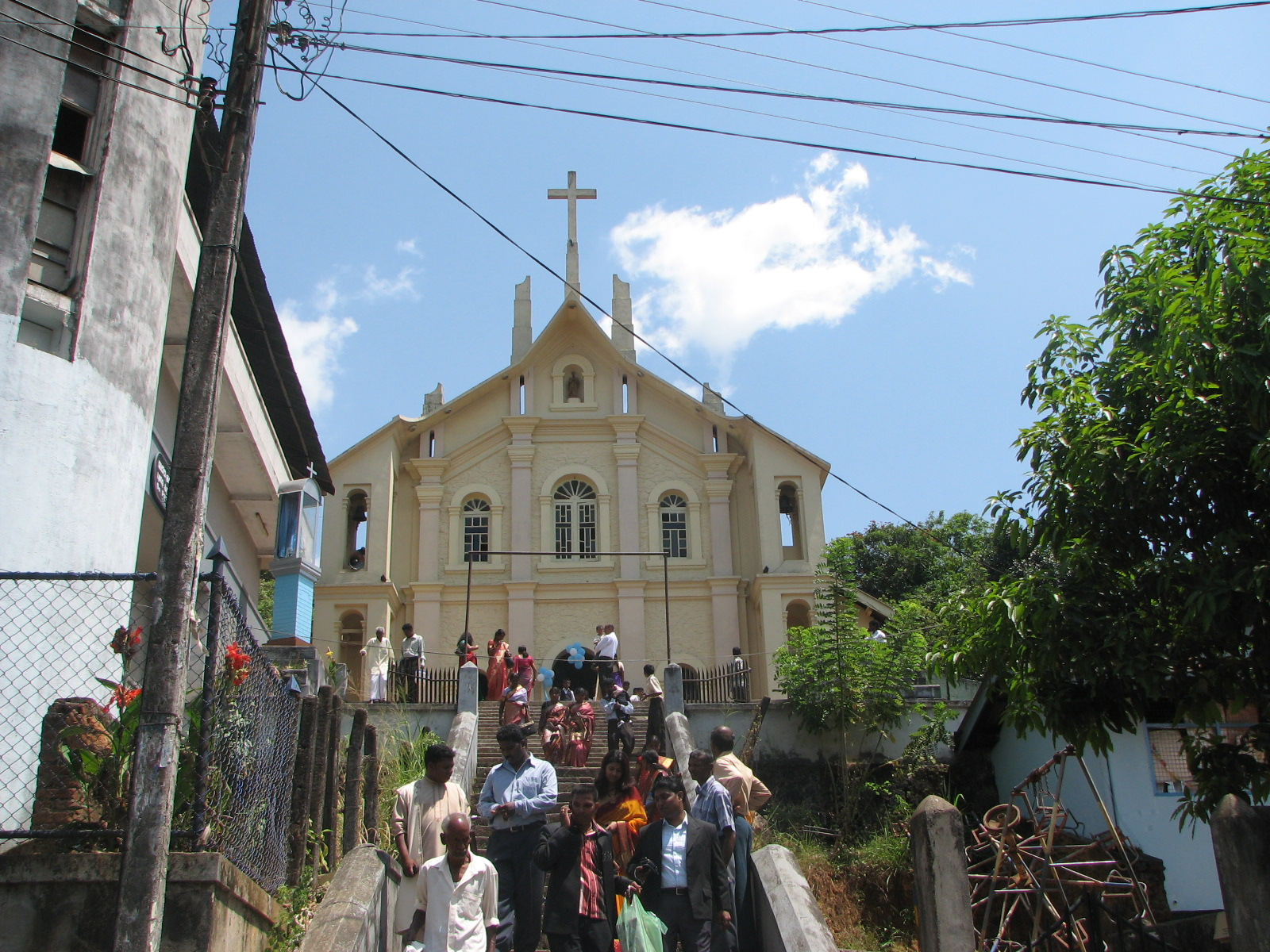
الكاتدرائيات أماكن لقاء مهمة. بعد خدمة في Ss. كاتدرائية بطرس وبولس، سريلانكا

وظيفة مدنية أخرى للكاتدرائية هي نقل المعلومات المدنية الهامة. قد تكون الإعلانات للجمهور من درجات الكاتدرائية، أو من داخل الكاتدرائية نفسها.
تحتوي معظم الكاتدرائيات على جرس أو أجراس. تستخدم هذه للإعلان عن خدمة ما قريبًا. كما أنها تستخدم لنقل المعلومات والاحتفال. رنين الصقيع يدل على وقت الفرح، مثل حفل الزفاف. ينقل الرنين الممتد للجلد أو «التغييرات» وقتًا للاحتفال المدني الكبير. دق الجرس البطيء يدل على موت أو كارثة. تحتوي العديد من الكاتدرائيات على ساعة مع الدقات المرتبطة بها والتي تعلن عن الوقت. تستخدم أجراس الكاتدرائية بشكل تقليدي للإشارة إلى اندلاع الحرب ونهايتها.
غالبًا ما ترتبط الكاتدرائيات بمنظمات علمانية مهمة مثل مكتب العمدة والمجلس المحلي والمحكمة المحلية والفوج المحلي والمدارس والمنظمات الرياضية ونوادي الخدمات. غالبًا ما يكون للكاتدرائية مدرستها الخاصة، في المقام الأول لتعليم المصلين، ولكن غالبًا ما تشمل الأطفال الآخرين أيضًا.
الكاتدرائية، غالبًا ما تكون مبنى كبير، تعمل كمكان لقاء لكثير من الناس. غالبًا ما تشكل الكاتدرائية مركزًا للأنشطة المختلفة المتعلقة بخدمة المجتمع وأنشطة الشباب والدراسة والموسيقى والفنون الزخرفية.

## البنايات

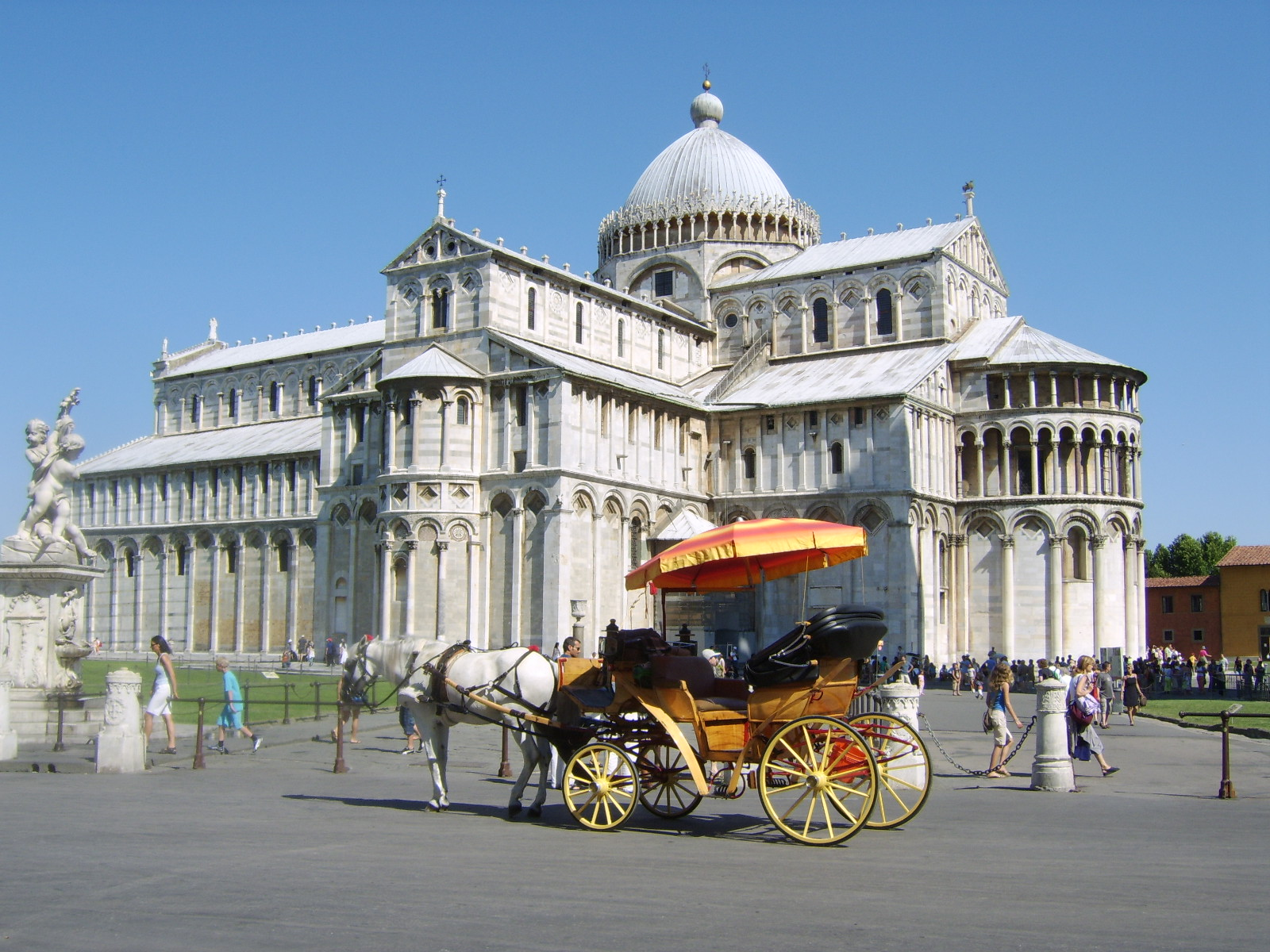
تعتبر بعض الكاتدرائيات من الوجهات السياحية الرئيسية ومواقع التراث العالمي. بيزا هي واحدة من أشهرها.

غالبًا ما تكون مباني الكاتدرائية، خاصة تلك التي تعود إلى العصور الوسطى، من أروع الكنائس في الأبرشية (والريف). تعد الكاتدرائيات القديمة في إنجلترا، وشمال فرنسا، وبلجيكا، وإسبانيا، والبرتغال، وألمانيا، وصقلية، والكاتدرائيات الباروكية في أمريكا الجنوبية، والعديد من الكاتدرائيات الفردية من إيطاليا وأجزاء أخرى من أوروبا، من بين أكبر وأرقى المباني الدينية. يشتهر العديد بهندسته المعمارية أو سماته الزخرفية مثل النحت والزجاج الملون واللوحات الجدارية.
بينما تميل مباني الكاتدرائية بشكل عام إلى أن تكون كبيرة، إلا أن الحجم والعظمة نادرًا ما يكونان من المتطلبات الأساسية. تميل الكاتدرائيات السلتية والساكسونية المبكرة إلى أن تكون ذات حجم صغير، كما هو الحال بالنسبة للبيزنطيين ما يسمى كاتدرائية ليتل ميتروبول في أثينا. في إيطاليا، مع استثناءات قليلة ملحوظة مثل كاتدرائية فلورنسا وكاتدرائية ميلانو، تتعدد الكاتدرائيات وغالبًا ما تتشابه في الشكل والحجم مع الكنائس الرهبانية أو الأبرشية الكبيرة. في العصر الحديث، حيث تكون الوظيفة هي الاعتبار الأول وحيث يكون حضور الكنيسة منخفضًا في العديد من البلدان، قد تكون كنيسة الكاتدرائية هيكلًا متواضعًا.
تمتلك كاتدرائيات المؤسسات الرهبانية وبعض رجال الدين العلمانيين أديرة كانت توفر تقليديًا منطقة مفتوحة حيث تتم الأنشطة العلمانية محمية من الرياح والأمطار. تحتوي بعض الكاتدرائيات أيضًا على فصل دراسي حيث يمكن للفصل أن يلتقي. في إنجلترا، حيث نجت هذه المباني، غالبًا ما تكون مثمنة الأضلاع. قد الجبهة على الساحة الرئيسية للمدينة، كما هو الحال في وكاتدرائية فلورنسا، أو أنه قد يتم تعيين في وثيقة الجدران كما في كانتربري. قد يكون هناك عدد من الأبنية الرهبانية أو الكهنوتية المرتبطة، وقصر الأسقف وغالبًا ما تكون مدرسة لتعليم المصلين.

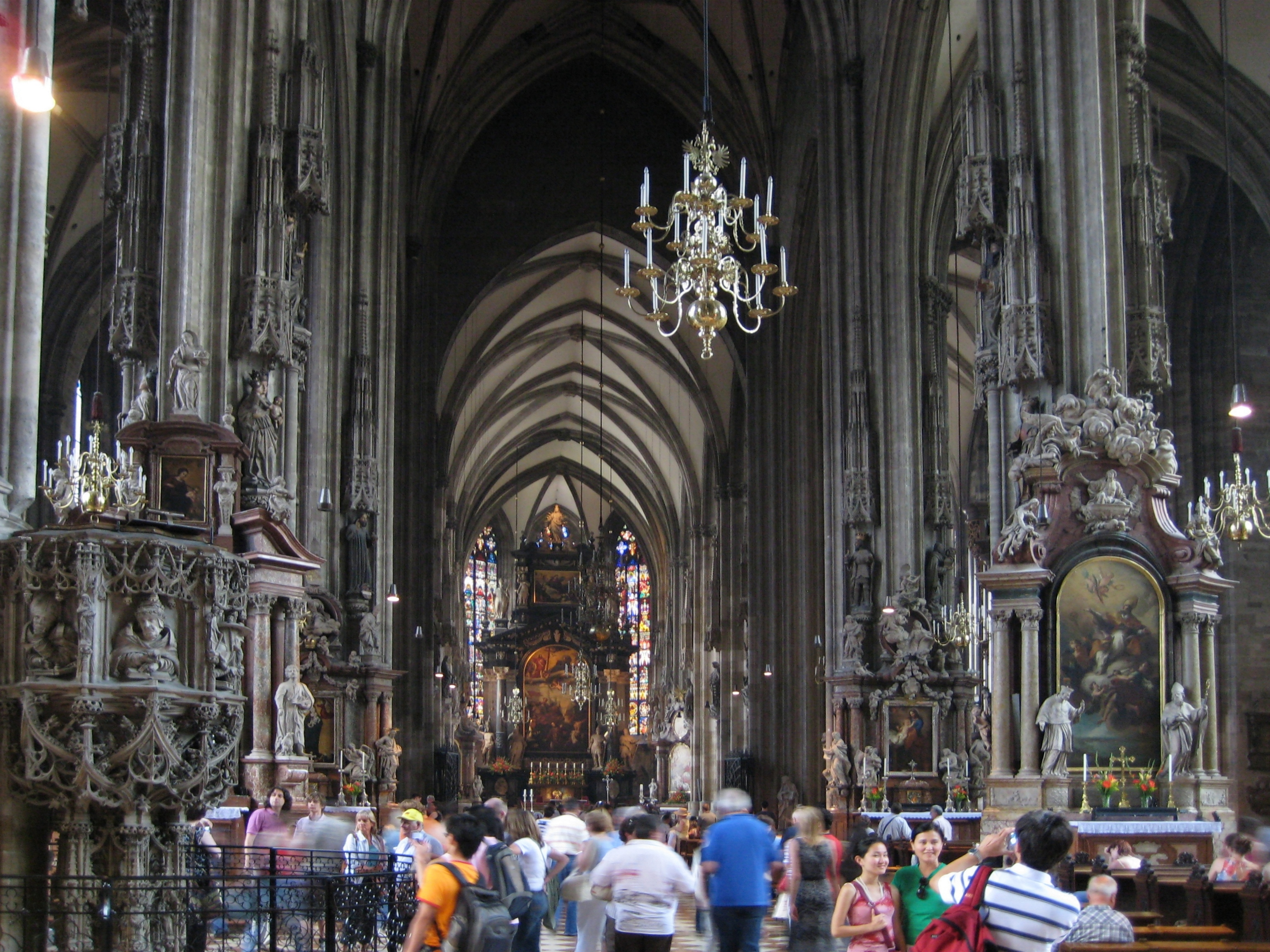
غالبًا ما تحتوي الكاتدرائيات على ثروة من الأعمال الفنية. السياح الذين يزورون المناطق الداخلية من كاتدرائية سانت ستيفن، فيينا.

### الأعمال الفنية والكنوز والسياحة

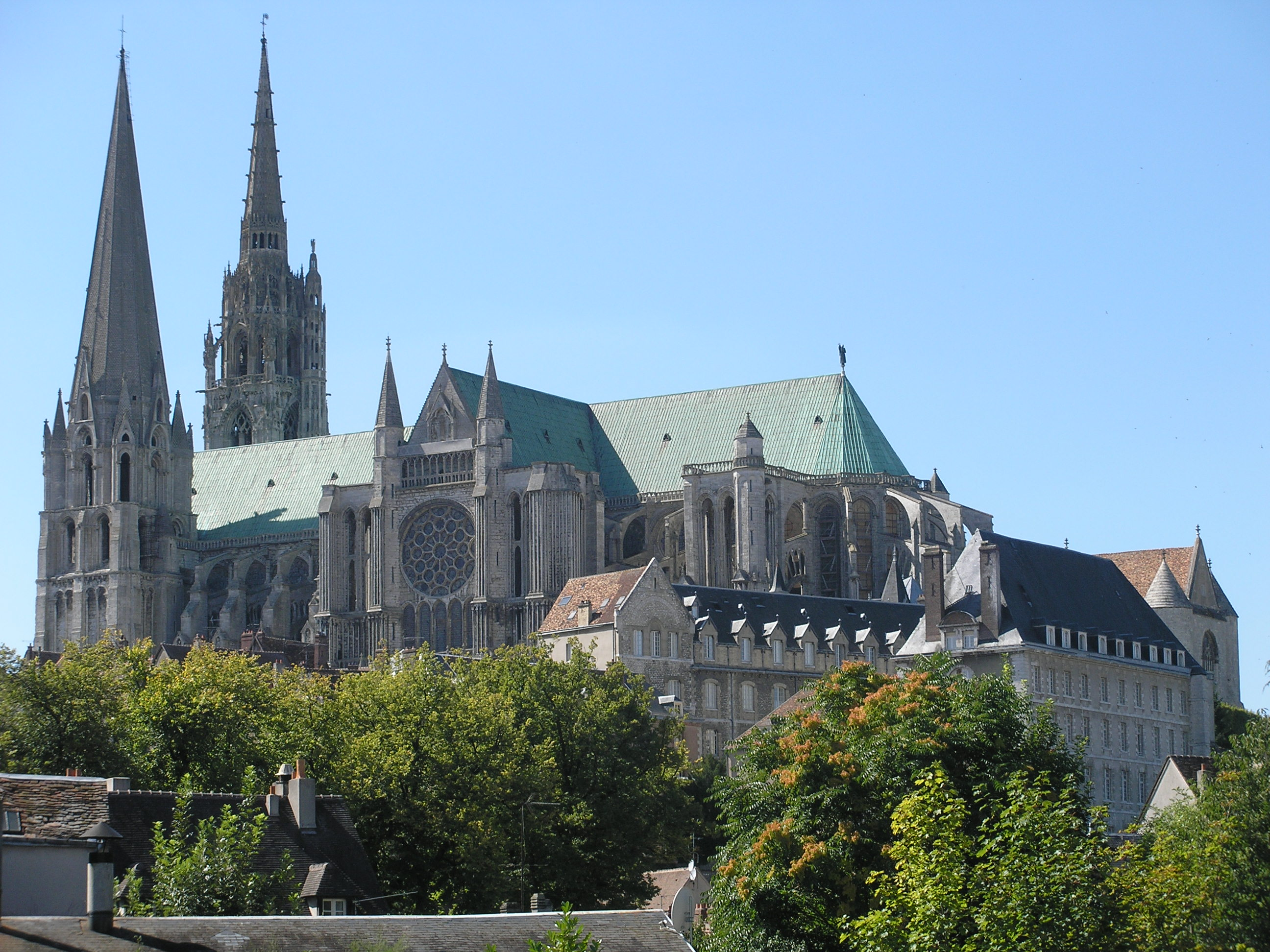
كاتدرائية شارتر، فرنسا، معلم شهير يجذب الحجاج وعشاق الفن.

تشتهر العديد من مباني الكاتدرائيات بهندستها المعمارية ولها أهمية محلية ووطنية، من الناحيتين الفنية والتاريخية. تم إدراج العديد من مواقع التراث العالمي لليونسكو.
العديد من الكاتدرائيات، بسبب حجمها الكبير وحقيقة أنها غالبًا ما تحتوي على أبراج أو أبراج أو قباب، كانت حتى القرن العشرين من المعالم الرئيسية في المدن أو في المناظر عبر الريف. مع مبنى شاهق الارتفاع، تم اتخاذ إجراءات مدنية في بعض الحالات، مثل كاتدرائية كولونيا لمنع تلف مشهد الكاتدرائية.
نظرًا لأن العديد من الكاتدرائيات استغرقت قرونًا لبنائها وتزيينها، فإنها تشكل استثمارًا فنيًا كبيرًا للمدينة التي تقف فيها. قد لا يكون المبنى نفسه مهمًا من الناحية المعمارية فحسب، بل غالبًا ما تضم الكنيسة كنوزًا مثل الزجاج الملون والتماثيل الحجرية والخشبية والمقابر التاريخية والأثاث المنحوت الغني والأشياء ذات الأهمية الفنية والدينية مثل الذخائر. علاوة على ذلك، غالبًا ما تلعب الكاتدرائية دورًا رئيسيًا في سرد قصة المدينة من خلال اللوحات والنقوش والمقابر والزجاج الملون واللوحات.

لهذه الأسباب، سافر السياح إلى الكاتدرائيات لمئات السنين. تخدم العديد من الكاتدرائيات السياح عن طريق فرض رسوم على أي زائر خارج أوقات الخدمة أو طلب تبرع أو تقديم رسوم لالتقاط الصور. تقدم الكاتدرائيات المشهورة بشكل خاص أماكن سياحية في بعض الأحيان أدلة ومنشورات وتذكارات ومقاهي.

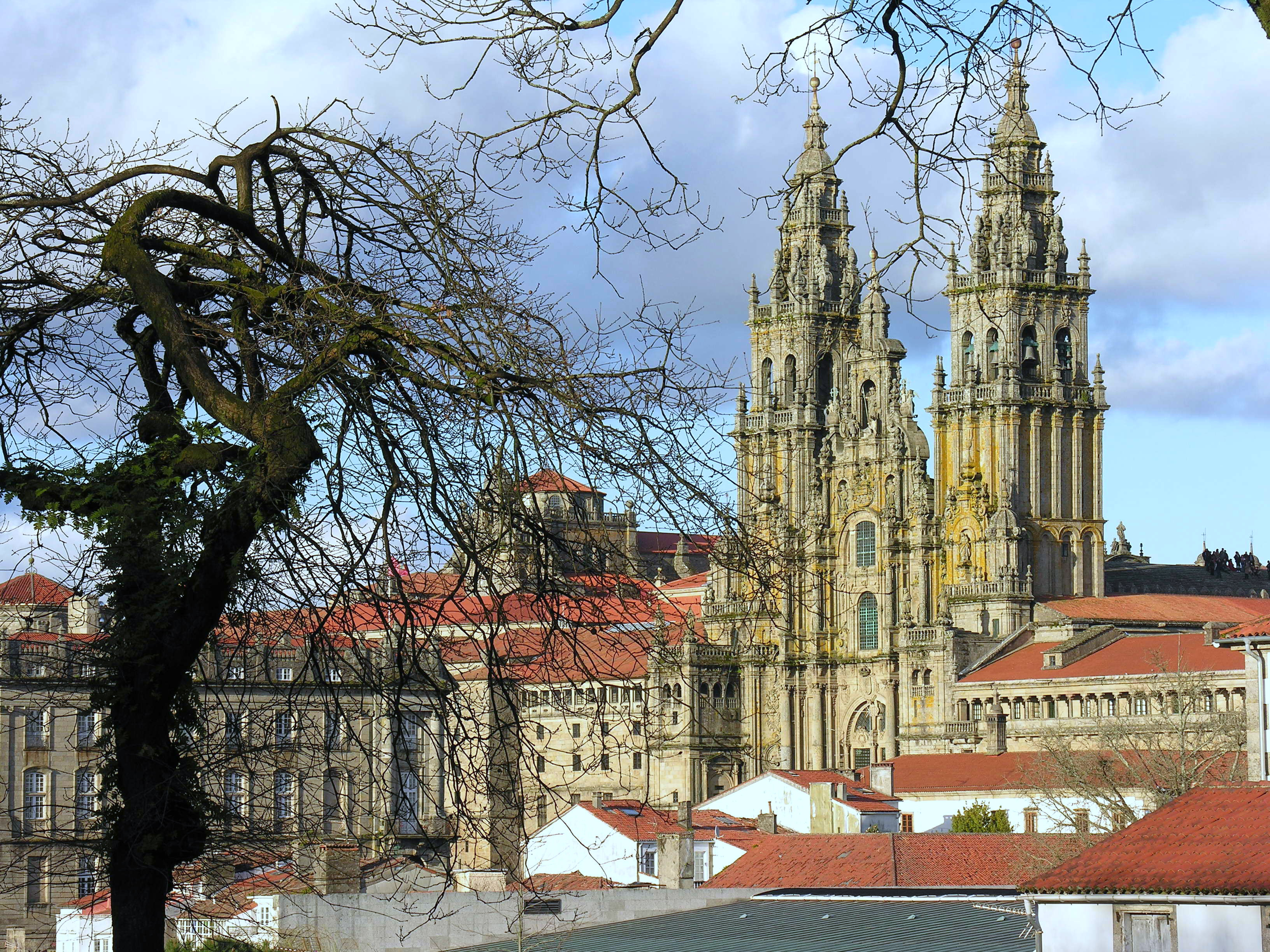
العديد من الكاتدرائيات وجهات الحج. سانتياغو دي كومبوستيلا، إسبانيا، هي واحدة من أشهرها.